# 沼倉愛美
沼倉 愛美（ぬまくら まなみ、1988年4月15日 - ）は、日本の女性声優、歌手。神奈川県横浜市出身 。アーツビジョン所属。愛称は主にぬーさん。夫は同じく声優の逢坂良太。

## 経歴
日本ナレーション演技研究所出身。
バンダイナムコゲームスのシミュレーションゲーム『THE IDOLM@STER』シリーズの1つ『THE IDOLM@STER SP』に我那覇響役として抜擢され注目を集める。デビュー作である『THE IDOLM@STER SP』のオーディションでは「ETERNAL WIND〜ほほえみは光る風の中〜」を歌い合格。その時のオーディションを受けていた時は「アイドルゲームで、アイドルが歌を歌うので、受かったらお芝居だけじゃなくて歌もいっぱい歌うことになるよ」と聞いていたが、当時は受かる未来もなかなか描けず、声優の仕事に夢見てる状態だったため、オーディションがもらえたこと自体にすごく集中していたようだった。「Go to the NEW STAGE! THE IDOLM@STER 3rd ANNIVERSARY LIVE」の半年前くらいに「受かりました」と言われて歌をたくさん録ったり、キャストの皆に挨拶もしてレッスンもしてたがどこかフワフワしていた。「『アイマス』ってこういうものなんだ」と思ったのは、本番のステージに立ち、イベントが終わった時だったといい、「あんなに多くの人の前に立ったんだ」という実感と興奮と恐怖のようなものを感じて、「こんなにたくさんの人に愛される作品なんだ」と感じていた。会場のパシフィコ横浜国立大ホールも5千人ぐらいいたものの、当時は少し大きすぎていまいちわからなかったが、ずっとのし掛かる何かがあったのかもしれず、「ライバル役、明確に戦う相手のポジションで出て行く、というのもあった」と語る。我那覇響については「いい子だ」と思っているが、当時は「それをどう受け取ってもらえるのかな」という心配はあったという。
テレビアニメ初出演作は『銀魂』。
2016年7月21日、フライングドッグレーベルより歌手デビューする事を発表。それに伴いオフィシャルサイトの開設や個人のブログの移設など一本化し、公式twitter「@numakura_manami  沼倉愛美（公式）」を開始した。
2016年8月28日、タイアップとなるテレビアニメ『魔法少女育成計画』の放送とメジャーデビューに先行して、『Animelo Summer Live 2016 刻 -TOKI-』3日目に『魔法少女育成計画』のオープニングテーマ「叫べ」を披露。同年11月2日、デビューシングル「叫べ」をリリースした。
2017年4月15日、自身の誕生日にファンクラブの開設、1stアルバム『My LIVE』の制作、1stライブツアーの開催を合わせて発表。4月17日、オフィシャルモバイルファンクラブ「AREA NU」をスタートした。
2019年2月20日、2ndアルバム『アイ』を発売。また、同年4月6日より開催された2ndライブツアーでは、自身初の海外単独公演となる台湾を含む全4都市での公演を行った。
2019年10月23日、同じく声優の逢坂良太と入籍したことを発表した。
2019年11月25日、2020年2月にアーティスト活動を終了することを発表した。
2021年12月20日、自身のTwitterで第一子となる男児の出産を報告した。

## 活動
高校生のとき、アニメ好きの友人から、あるドラマCDを貸してもらってそれを初めて聴いたときに、「音しかない世界で、声だけで全てを表現する仕事を知り、そうした人にすごく憧れを持った」ことで、声優を志すようになった。また、『機動戦士ガンダムSEED』との出会いも、声優を目指した理由の一つとして挙げており、それをきっかけにガンダムシリーズのファンになったという。
2016年11月、ソロ歌手としてのメジャーデビューを果たす。もともと、「THE IDOLM@STER」や「Trident」として活動していたときから、歌唱力は高く評価されており、「歌うことは好き」とのことだが、本人曰く、「自分自身を表現することが苦手なので、『自分自身の歌』として歌うことに対する自信を持てずにいた」ことから、歌手デビューになかなか踏み切れなかったという。しかし、ファンの温かい励ましもあり、「（自分が歌うことをファンがこれほどに待望してくれているならば、）自分で自分のことを歌うことに向いていないと勝手に思っているだけで、もしかしたら実はそうではないのかもと思えるようになった。『できる』と言ってもらえる自分を、信じてもいいのかなと思うようになった」ことや、「Trident」の活動を支えてくれたスタッフが、個人の音楽活動のスタッフとしても支えてくれることになったことなどから、ソロ歌手としての挑戦を決意したという。
なお、メジャーデビューを待たずして、アニメソング最大の音楽フェス『Animelo Summer Live 2016 刻 -TOKI-』（3日目、8月28日）に異例の出場を果たしたが、自分の出番が来てスポットライトが当たった瞬間、「私だと気がついた人が名前を呼んでくれた声を、マイクが拾ってイヤモニ内に聞こえてきたおかげで安心できた」ことで、ソロとしてステージで歌う不安が消えてライブパフォーマンスができたと述べている。
2枚目のシングル「Climber's High」がリリースされた際のインタビューでは「ソロシンガーとしての確固たるスタイルはまだ模索中」と回答している。

## 人物
「765PRO ALLSTARS」キャストの中では最年少である。愛称は複数あり、「ぬーぬー」をはじめ、そこから派生した「ぬー」、竹達彩奈が呼んだことで広まった「ぬーさん」などがある。
好きな作品としては、先述のガンダムシリーズの他に、『攻殻機動隊』や『銀河英雄伝説』を挙げている。好みのタイプはナイトハルト・ミュラー。また、お気に入りの熊のぬいぐるみに「ラインハルト」と命名して、話しかけたり一緒に寝たりと溺愛している。なおラインハルトの姿は、彼女のブログの2010年4月15日（誕生日）の記事に掲載されている。
趣味は編み物。10歳のときから7年間ほど、「電子オルガンのテクニトーン」を習っていたという。その他の趣味・特技は歌をうたう、マッサージ、書道。
2017年のインタビューによると、好物は日本酒、趣味は登山、個人で我慢大会を行うこともある。
仲の良い声優に、今井麻美・下田麻美・浅倉杏美・原由実・赤﨑千夏・田所あずさ・佳村はるかの名前を挙げている。また、人生における大切な出会いとなった人物として、高校時代の担任、声優養成所の講師、「THE IDOLM@STER」の音響監督（菊田浩巳）の3人を挙げている。

## 出演
太字はメインキャラクター。

### テレビアニメ
2009年
- 銀魂（生徒A、子供E）

2010年
- Angel Beats! ANOTHER EPILOGUE（NPC女子C）
- 神のみぞ知るセカイ（響）
- ジュエルペット てぃんくる☆（檜志保）
- 咎狗の血（源泉の息子）
- はなまる幼稚園（けんじ）

2011年
- THE IDOLM@STER（2011年 - 2012年、我那覇響） - 1シリーズ+特別編
- うさぎドロップ（保育士）
- 神様のメモ帳（女子A）
- ズーブルズ！（パンキー）
- SKET DANCE（杉崎綾乃）
- たまゆら〜hitotose〜（広野昌子）
- ドラえもん（テレビ朝日版第2期）（女の子B）
- 日常（友人）
- 星空へ架かる橋（山川蛍太）
- マケン姫っ!（メイド店員）
- まよチキ!（女子生徒）
- よんでますよ、アザゼルさん。（女性店員）

2012年
- しろくまカフェ（ミズキ）
- Zoobles!（パンキー） - 単独放送版
- 戦国コレクション（由美）
- 夏色キセキ（浅野、女子、アナウンサー、リーダー）
- ハイスクールD×D（マリオン）
- ブラック★ロックシューター（小幡アラタ）
- もやしもん リターンズ（A.ソーエ、酵母）

2013年
- アイカツ!（2013年 - 2016年、藤堂ユリカ、パーム）
- 蒼き鋼のアルペジオ -アルス・ノヴァ-（タカオ）
- ささみさん@がんばらない（蝦怒川情雨）
- とある科学の超電磁砲S（草壁優美）
- 恋愛ラボ（倉橋莉子）

2014年
- 悪魔のリドル（武智乙哉）
- 極黒のブリュンヒルデ（斗光奈波）
- SHIROBAKO（井口祐未、ポピー、お姉さん、ノア、仕上げ、花巻）
- ハナヤマタ（常盤真智）
- 僕らはみんな河合荘（林）
- RAIL WARS!（桜井あおい）

2015年
- アルスラーン戦記（2015年 - 2016年、アルフリード） - 2シリーズ
- 暗殺教室（2015年 - 2016年、中村莉桜） - 2シリーズ
- うしおととら（レイシャ、トモ）
- オーバーロード（2015年 - 2022年、ナーベラル・ガンマ） - 4シリーズ
- 銃皇無尽のファフニール（物部深月）
- SHOW BY ROCK!!（2015年 - 2016年、レトリー） - 3シリーズ
- ニセコイ:（ポーラ・マッコイ）
- ビキニ・ウォリアーズ（ハンター）
- 響け!ユーフォニアム（2015年 - 2024年、黄前麻美子、吹奏楽部員） - 2シリーズ
- 妖怪ウォッチ（2015年 - 2023年、星風キララ、ダソックス、あしたガール、パッカー、ダイナシー、ダリス、さだお、モヒ美、モヒ子、乙姫、スノーラビィ、キラコマ、ハリー、デバミ、バニー・ミント、バッド坊や、激辛ボーイ、ニホンオオカミニャン、やるせナス、ほっとけーキ、デモネード、たいこモチ 他） - 3シリーズ
- ランス・アンド・マスクス（朱藤依子）

2016年
- アクティヴレイド -機動強襲室第八係- 2nd（アキ）
- 紅殻のパンドラ（クラリオン）
- シュヴァルツェスマーケン（キルケ・シュタインホフ）
- 聖戦ケルベロス 竜刻のファタリテ（ムムー）
- だがしかし（2016年 - 2018年、遠藤サヤ） - 2シリーズ
- 魔法少女育成計画（リップル）

2017年
- セイレン（嘉味田十萌）
- チェインクロニクル〜ヘクセイタスの閃〜（エイレヌス）
- 風夏（たま）
- 恋愛暴君（緋山茜）
- メイドインアビス（シギー）
- 潔癖男子!青山くん（カナ）
- アイカツスターズ!（藤堂ユリカ）
- このはな綺譚（桐、カエル）
- 魔法使いの嫁（ミナ）
- 妹さえいればいい。（大野アシュリー）
- おそ松さん（子供）

2018年
- スロウスタート（榎並清瀬）
- 新幹線変形ロボ シンカリオン（2018年 - 2019年、男鹿アキタ）
- 三ツ星カラーズ（すばる）
- ゆるキャン△（友人）
- ガンダムビルドダイバーズ（アヤメ）
- 音楽少女（千歳ハル）
- かくりよの宿飯（淀子）
- 妖怪ウォッチ シャドウサイド（謎の声 / 女郎蜘蛛）
- うちのメイドがウザすぎる!（鴨居つばめ）
- RELEASE THE SPYCE（半蔵門雪）
- ユリシーズ ジャンヌ・ダルクと錬金の騎士（リッシュモン）
- FAIRY TAIL（2018年 - 2024年、ブランディッシュ・μ） - 2シリーズ

2019年
- みにとじ（木寅ミルヤ）
- けものフレンズ2（ゴリラ）
- 進撃の巨人（2019年 - 2023年、車力の巨人 / ピーク・フィンガー） - 5シリーズ
- うちの娘の為ならば、俺はもしかしたら魔王も倒せるかもしれない。（リタ）
- 胡蝶綺 〜若き信長〜（おはな）
- Dr.STONE（2019年 - 2025年、コハク） - 6シリーズ + 特別編
- ノー・ガンズ・ライフ（2019年 - 2020年、メアリー・シュタインベルグ） - 2シリーズ
- 妖怪学園Y 〜Nとの遭遇〜（2019年 - 2021年、園等なつき、宮沢あかね、坂田ハヤト、ブルポン、大空サオリ、ブルームーン、副田チヨ、ラント母、ドルルー、ミハル、阿万手ラナ、アマーナ）

2020年
- アイカツオンパレード!（藤堂ユリカ）
- ＜Infinite Dendrogram＞-インフィニット・デンドログラム-（レヴィアタン）
- 異世界かるてっと2（ナーベラル）
- 新サクラ大戦 the Animation（ランスロット）
- もっと!まじめにふまじめ かいけつゾロリ（ニイラ）
- かくしごと（内木理佐）
- プランダラ（エリン）
- プリンセスコネクト!Re:Dive（2020年 - 2022年、タマキ） - 2シリーズ
- 安達としまむら（日野）

2021年
- 転生したらスライムだった件（2021年 - 2024年、ヒナタ） - 3シリーズ
- SHOW BY ROCK!! STARS!!（レトリー）
- セブンナイツ レボリューション -英雄の継承者-（シャーリー）
- スライム倒して300年、知らないうちにレベルMAXになってました（2021年 - 2025年、ベルゼブブ） - 2シリーズ
- 東京リベンジャーズ（2021年 - 2023年、橘亮子） - 2シリーズ
- 異世界食堂2（ロロナ）

2022年
- 賢者の弟子を名乗る賢者（ヒナタ）
- 真・一騎当千（因達羅）
- まめきちまめこニートの日常（2022年 - 2023年、タビ、あーちゃん、医師） - 2シリーズ
- 聖剣伝説 Legend of Mana -The Teardrop Crystal-（ディアナ）

2023年
- 神達に拾われた男2（ロベリア）
- アリス・ギア・アイギス Expansion（比良坂夜露、山野薫子）
- 異世界でチート能力を手にした俺は、現実世界をも無双する〜レベルアップは人生を変えた〜（沢田先生）
- 鬼滅の刃 刀鍛冶の里編（時透の母）
- アイドルマスター ミリオンライブ！（我那覇響）

2024年
- 変人のサラダボウル（愛崎ブレンダ）
- 神は遊戯に飢えている。（ユウキ）

2025年
- mono（春乃担当の島田さん / 島田こはる）
- ロックは淑女の嗜みでして（店長）
- アークナイツ【焔燼曙明/RISE FROM EMBER】（クロージャ）

### 劇場アニメ
2011年
- トワノクオン（オペレーター10）

2014年
- THE IDOLM@STER MOVIE 輝きの向こう側へ!（我那覇響）
- アルモニ（マユミ）
- アイカツ！シリーズ（2014年 - 2023年、藤堂ユリカ） - 3作品

2015年
- 音楽少女（千歳ハル）
- 劇場版 蒼き鋼のアルペジオ -アルス・ノヴァ- DC / Cadenza（タカオ） - 2作品
- 攻殻機動隊 新劇場版（ツムギ〈幼少期〉）

2016年
- 劇場版 暗殺教室 365日の時間（中村莉桜）

2017年
- 劇場版総集編 オーバーロード 不死者の王 / 漆黒の英雄（ナーベラル・ガンマ）
- 劇場版 FAIRY TAIL -DRAGON CRY-
- 劇場版 響け！ユーフォニアム〜届けたいメロディ〜（黄前麻美子）

2019年
- 劇場版総集編 メイドインアビス 前編 / 後編（シギー） - 2部作
- 劇場版 響け!ユーフォニアム〜誓いのフィナーレ〜（黄前麻美子）
- 映画 妖怪学園Y 猫はHEROになれるか（園等なつき）
- 劇場版 新幹線変形ロボ シンカリオン 未来からきた神速のALFA-X（男鹿アキタ）

2020年
- 劇場版 SHIROBAKO（井口祐美、ノア）
- モンスターストライク THE MOVIE ルシファー 絶望の夜明け（カマエル）

2021年
- サイダーのように言葉が湧き上がる（みゆき）

### OVA
2013年
- ぷちます!（2013年 - 2018年、我那覇響、ちびき） - 単行本第5、6、10、11巻DVD付き限定版

2014年
- 悪魔のリドル 第十三問（武智乙哉）
- THE IDOLM@STER SHINY FESTA（我那覇響） - 3作品

2015年
- ニセコイ（ポーラ・マッコイ） - コミックス第17巻DVD付き同梱版

2016年
- ビキニ・ウォリアーズOVA（ハンター）
- ぷれぷれぷれあです（ナーベラル・ガンマ） - オーバーロード単行本第11巻 Blu-ray付特装版

2018年
- 怪獣娘（黒）〜ウルトラ怪獣擬人化計画〜（ベムスター）

2019年
- 「アルマギア」オリジナルミニアニメーション映像（マーブル） - アルマギア -Project- 6thシングル初回仕様限定盤
- 銀河英雄伝説 Die Neue These 星乱（エリザベート・フォン・ブラウンシュヴァイク）
- 叛逆性ミリオンアーサー（透明アーサー） - アニメ版「叛逆性ミリオンアーサー」Blu-ray第6巻

2020年
- 刀使ノ巫女 刻みし一閃の燈火（木寅ミルヤ） - 前後編

2021年
- アリス・ギア・アイギス 〜ドキッ！アクトレスだらけのマーメイドグランプリ♡〜（比良坂夜露、大ガマ） - OVA視聴用QRコード同梱商品

2023年
- アズールレーン Queen's Orders（ソビエツカヤ・ロシア）

### Webアニメ
2013年
- ぷちます! -プチ・アイドルマスター-（2013年 - 2014年、我那覇響、ちびき、メカ春香、でん） - 2シリーズ

2015年
- ぷれぷれぷれあです（2015年 - 2022年、ナーベラル・ガンマ） - 5シリーズ

2016年
- 殺せんせーQ!（中村莉桜）

2019年
- 微睡みのヴェヴァラ（サナ）
- モンスターストライク（カマエル）
- ノー・ガンズ・ライフ ミニ（2019年 - 2020年、メアリー・シュタインベルグ）

2020年
- ガンダムビルドダイバーズRe:RISE（アヤメ）
- 安達としまむら ミニアニメ（2020年 - 2021年、日野）
- ガンダムビルドダイバーズ バトローグ（アヤメ）

2021年
- どるふろ -癒し篇2-（レバー犬、AN-94、コスプレイヤー）
- ユメノツボミ（ママ）

2023年
- ガンダムビルドメタバース（アヤメ）

### ゲーム
2008年
- 武装神姫 BATTLE RONDO（コウモリ型MMS ウェスペリオー）

2009年
- THE IDOLM@STER SP（我那覇響）
- THE IDOLM@STER Dearly Stars（我那覇響）
- 剣と魔法と学園モノ。2（ドワーフ・女）
- パズル -ぼくらの48時間戦争-（滝川敬子）

2011年
- THE IDOLM@STER 2（我那覇響）
- アイドルマスター グラビアフォーユー! Vol.1 - 9（我那覇響）

2012年
- アイカツ! シンデレラレッスン（藤堂ユリカ）
- THE IDOLM@STER SHINY FESTA（我那覇響）
- アガレスト戦記 Mariage（薫華）
- 圧倒的遊戯 ムゲンソウルズ（アレス・レーヴァンティン）
- エルクローネのアトリエ 〜Dear for Otomate〜（カヤ）
- 機動戦士ガンダムSEED BATTLE DESTINY（カスタムパイロット）
- 君と一緒に2（長澤香織）
- たっち、しよっ! 〜Love Application〜（播村奈津）

2013年
- アイカツ!（藤堂ユリカ）
- アイカツ! 2人のmy princess（藤堂ユリカ）
- THE IDOLM@STER SHINY TV（我那覇響）
- アイドルマスター シンデレラガールズ（我那覇響）
- アイドルマスター ミリオンライブ!（2013年 - 2017年、我那覇響）
- 圧倒的遊戯 ムゲンソウルズZ（アレス）
- エンゲージナイツ 〜新約英雄大戦〜（沖田総司、ジェロニモ）
- ガールズ×マジック（茅場小春）
- 艦隊これくしょん -艦これ-（タカオ）
- KILLER IS DEAD（スカーレット）
- 幻獣姫（茨木童子）
- 限界凸騎 モンスターモンピース（フィア）
- デモンゲイズ（ピーネ）
- ファンタジスタドール ガールズロワイヤル（マアルス）

2014年
- アイカツ! 365日のアイドルデイズ（藤堂ユリカ）
- アイドルマスター ワンフォーオール（我那覇響）
- グラナド・エスパダ（ミレーユ）
- グリモア〜私立グリモワール魔法学園〜（野薔薇姫）
- 神撃のバハムート（ルル）
- 大乱走ダッシュor奪取!!（天坂茉莉愛）
- ハナヤマタ よさこいLIVE!（常盤真智）
- RE:VICE[D]（スミレ）
- LORD of VERMILION III（フレイヤ）
- モンスターハンター メゼポルタ開拓記（マカロン、リアナ、コリンナ）
- ヤマトクロニクル覚醒（ヤマタノオロチ）

2015年
- アイカツ! My No.1 Stage!（藤堂ユリカ）
- アルスラーン戦記×無双（アルフリード）
- 乖離性ミリオンアーサー（狗神、神話型ネフテュス、神話型オーディン、聖王型アルビオン）
- けものフレンズ（ヘルベンダー、ゴリラ、メガネフクロウ、ヤンバルクイナ、インドオオカミ 他）
- シュヴァルツェスマーケン 紅血の紋章（キルケ・シュタインホフ）
- 東亰ザナドゥ（玖我山璃音）
- 箱庭の学園（佐倉綾奈）
- 封印勇者!マイン島と空の迷宮（ダイミョウ、テオドラ、ソーン）
- プリンセスコネクト!（宮坂たまき）
- ブレイブリーアーカイブ ディーズレポート（ピューリィ)
- ポップアップストーリー 魔法の本と聖樹の学園（レヴィア・サージュ、ルトナ）
- ミラクルガールズフェスティバル（タカオ）
- 嫁コレ（物部深月、レトリー）
- 暗殺教室 殺せんせー大包囲網!!（中村莉桜）
- ロボットガールズZ ONLINE（ヒドラー元帥、ヒドラー超帝）
- LORD of VERMILION ARENA（マーガレッタ＝ソリン）

2016年
- アイカツ! フォトonステージ!!（藤堂ユリカ）
- アイドルマスター プラチナスターズ（我那覇響）
- アカシックリコード（フランク・シュタイン、“希望の災厄”フランケン、Ze）
- アリスオーダー（ヴァネッサ・ボンベイ、ユリア・ラパーマ）
- 暗殺教室 アサシン育成計画!!（中村莉桜）
- ウチの姫さまがいちばんカワイイ（女王姫 クィーン・マリー、税理士姫 千尋&アシュリー）
- 神獄塔 メアリスケルター（ヒカリ）
- 感染×少女（樽神名アド、トルペード）
- グリムノーツ（紅薔薇、シャドウ・紅薔薇、カオス・十三番目の魔女）
- 限界凸騎 モンスターモンピース NAKED（フィア）
- ゴシックは魔法乙女〜さっさと契約しなさい!〜（リップル）
- シュヴァルツェスマーケン 殉教者たち（キルケ・シュタインホフ）
- 白猫プロジェクト（トワ・クオン）
- 戦の海賊（タカオ）
- 蒼空のリベラシオン（エルネ、カグラ）
- テイルズ オブ ベルセリア（ニコ）
- デモンゲイズ2（ピーネ）
- 東亰ザナドゥ eX+（玖我山璃音）
- トリックスター 召喚士になりたい（レトリー）
- VALKYRIE ANATOMIA -THE ORIGIN-（リウ）
- ファンタシースターオンライン2（オークゥ＝ミラー、ヴァレオン・ドラール）
- マジガーーーーール!!!（切野幸）
- 妖怪ウォッチ3 スシ/テンプラ/スキヤキ（マック、バニー・ミント、アンビリバ坊、あしたガール、ダイナシー、ダソックス、ダリス、キラコマ、乙姫、星風キララ 他）
- 妖怪ウォッチ ぷにぷに
- World of Warships（タカオ、Sovetskaya Rossiya）

2017年
- アイドルマスター ミリオンライブ! シアターデイズ（2017年 - 2024年、我那覇響）
- あくしず戦姫 〜戦場を駆ける乙女たち〜（戦艦ワシントン、P-39 エアラコブラ、セモヴェンテM40 75/18自走砲、八九式中戦車イ号、ミサイル護衛艦「あたご」 他）
- アルスラーン戦記 戦士の資格（アルフリード）
- エンドライド -X fragments-（ロズマリン）
- 黒騎士と白の魔王（クリシュナ、ミカエル）
- CIRCLEofSAVIORS（オーディオガイダンス）
- チェインクロニクル3（エイレヌス）
- 天空のクラフトフリート（タカオ）
- データカードダス アイカツスターズ！（藤堂ユリカ）
- プリンセス・プリンシパル GAME OF MISSION（クエルヴォ）
- ヴィーナスランブル（フレイヤ）
- Shadowverse（フレイルナイト、魔獣の乗り手、堕天使・イヴリシア）
- 塔亰Clanpool（神貫ナツメ）
- 12歳。〜とろけるパズル♡ふたりのハーモニー〜（今村想楽）
- 城姫クエスト（飯盛城）
- 戦艦ストライク（タカオ）
- デスティニーチャイルド（ダイアナ）
- Wonderland Wars（2017年 - 2024年、シェハラザード・アリー、オト、解放者 エリザ、シャフリヤール、モルジアナ、竜駆る乙女 レダ）
- 妖怪ウォッチバスターズ2 秘宝伝説バンバラヤー ソード/マグナム（らいせガール、アーマーテラス、聖霊バンバラヤー 他）
- アイドルマスター ステラステージ（我那覇響）

2018年
- 妖怪三国志 国盗りウォーズ
- アリス・ギア・アイギス（2018年 - 2024年、比良坂夜露、山野薫子）
- アズールレーン（ドーセットシャー、ベンソン、シュルクーフ、ソビエツカヤ・ロシア）
- プリンセスコネクト！Re:Dive（2018年 - 2024年、タマキ / 宮坂たまき）
- セブンナイツ（アメリア）
- SHOW BY ROCK!!（レトリー）
- 白猫テニス（トワ・クオン）
- 23/7 トゥエンティ スリー セブン（ジャンヌ・ダルク）
- 刀使ノ巫女 刻みし一閃の燈火（木寅ミルヤ）
- りっく☆じあ〜す（ナーベラル・ガンマ）
- データカードダス アイカツフレンズ！（藤堂ユリカ）
- 戦乱のサムライキングダム（桐）
- ファンタシースターオンライン2 es（スチームナックル、バイオスローク）
- オルターレコードアジャストメント（カール・マルクス）
- スマッシュ&マジック（イグニス）
- 神獄塔 メアリスケルター2（ヒカリ）
- 機動戦士ガンダム バトルオペレーション2（カタリナ・ヴェンダース）
- 世界樹の迷宮X（PCボイス）
- ワールドエンド・シンドローム（山城香織）
- 蒼青のミラージュ（クラウゼヴィッツ）
- グランドサマナーズ（リヴィエラ、ナーベラル）
- レイヤードストーリーズ ゼロ（オーディン、レム）
- 共闘ことばRPG コトダマン（2018年 - 2023年、男鹿アキタ、ブランディッシュ、ピーク・フィンガー / 車力の巨人、ナーベラル・ガンマ）

2019年
- グラフィティスマッシュ（セシリア）
- DArk Rebellion -ダークリベリオン-（グレモリー、イヴリース）
- アナザーエデン 時空を超える猫（ロゼッタ）
- メガミラクルフォース（神貫ナツメ）
- RELEASE THE SPYCE secret fragrance（半蔵門雪）
- 47 HEROINES（今帰仁スセリ）
- MASS FOR THE DEAD（ナーベラル・ガンマ）
- DarkAvenger X（エリシア）
- トリカゴ スクラップマーチ（ぼたん）
- アルテイルクロニクル（クラロポス）
- 結城友奈は勇者である 花結いのきらめき（2019年 - 2021年、半蔵門雪）
- 蒼き鋼のアルペジオ -アルス・ノヴァ- Re:Birth（タカオ）
- 夢現Re:Master（柳谷こころ）
- ガーディアン・プロジェクト（ペンシルベニア、モフェット）
- 妖怪ウォッチ4 ぼくらは同じ空を見上げている / 4++（ハリー、女郎蜘蛛、鳴釜、けずりん / ジンコツけずり）
- アルカ・ラスト 終わる世界と歌姫の果実（ネクルネクア）
- 音乐少女（千岁春）
- ポケモンマスターズ
- Project NOAH（アル・ヴィルダ）
- データカードダス アイカツオンパレード！（藤堂ユリカ）
- Epic Seven（テネブレア）
- パズル&ドラゴンズ（男鹿アキタ）
- 新サクラ大戦（ランスロット）
- ドールズフロントライン（FP-6、AN-94）

2020年
- De: Lithe 〜忘却の真王と盟約の天使〜（ネルリリ・クロウラン）
- SHOW BY ROCK!! Fes A Live（レトリー）
- モンスターストライク（2020年 - 2025年、ブランディッシュ・μ、コハク、ピーク・フィンガー、ヒナタ）
- 夢現Re:Idol 〜大鳥あいのキャラが主人公として薄すぎる件について（柳谷こころ）
- クリスタル オブ リユニオン（ナーベ、コハク）
- 夢現Re:After（柳谷こころ）
- TRAHA（ザミエラ）
- ラストクラウディア（コハク）
- ラストオリジン（滅亡のメイ、スレイプニール、T-20Sノーム、フェンリル、オベロニア・レア、死滅のセクメト）
- セイクリッドブレイド（シノブ）
- 少女地獄のドクムス〆（毒娘）
- かんぱに☆ガールズ（オディール・ノヴェル）
- きららファンタジア（榎並清瀬、倉橋莉子、常盤真智）
- レッド:プライドオブエデン（エヴァンテ、ネネル）
- 蒼藍の誓い ブルーオース（北上、金剛）
- 妖怪学園Y 〜ワイワイ学園生活〜（園等なつき、ブルポン、ブルームーン、坂田ハヤト、大空サオリ、副田チヨ、坂浦ミカド、メデューサ 他）
- グランブルーファンタジー（2020年 - 2023年、ロザリンド、ハイラの式神）
- ヴァルキリーコネクト（2020年 - 2024年、ナーベラル・ガンマ、オルキア、ベイラ）
- ブラウンダスト（ナイベア）
- 神獄塔 メアリスケルターFinale（ヒカリ）
- 女神降ろし（ポセイドン）

2021年
- アイドルマスター ポップリンクス（我那覇響）
- ブルーアーカイブ -Blue Archive-（2021年 - 2025年、角楯カリン）
- クイズRPG 魔法使いと黒猫のウィズ（ティリルカ・ヴァーナキィ、ラクタビージャ）
- ワールドフリッパー（メイルビオラ）
- ポコロンダンジョンズ（ナーベラル・ガンマ、ヒナタ・サカグチ）
- ロードオブヒーローズ
- New ポケモンスナップ（リタ）
- けものフレンズ3（ゴリラ）
- World of Warships: Legends（タカオ）
- 機動戦士ガンダム 戦場の絆II（ソフィア・アンデルス）
- Dr.STONE バトルクラフト（コハク）
- デモンゲイズ エクストラ（ピーネ）
- Deep Insanity ASYLUM（マヌエラ・ロドリゲス）
- アイドルマスター スターリットシーズン（我那覇響）
- パニリヤ・ザ・リバイバル（テレサ、ティルビン）
- アーテリーギア-機動戦姫-（カンナ、マーチ）
- 救世少女-メシアガール-（ロロナ）
- COUNTER: SIDE（エステロサ・ド・シュヴァリエ）
- 逆転オセロニア（ヒナタ・サカグチ）
- 東方LostWord

2022年
- 機動戦士ガンダム エクストリームバーサス2（2022年 - 2025年、アヤメ） - 3作品
- 転生したらスライムだった件 魔王と竜の建国譚（2022年 - 2024年、ヒナタ・サカグチ、ヒュウガ、ナーベラル・ガンマ）
- ソフィーのアトリエ2 〜不思議な夢の錬金術士〜（カトリーナ・バルバストル）
- プリコネ！グランドマスターズ（タマキ）
- 一騎当千 エクストラバースト（因達羅）
- ミコノート はれときどきけがれ（ビシャモンテン）
- メイドインアビス 闇を目指した連星（シギー）
- エターナルツリー（オルソラ）
- アリス・ギア・アイギスCS 〜コンチェルト オブ シミュラトリックス〜（比良坂夜露、山野薫子）
- 麻雀一番街（深瀬アリス）

2023年
- 誰ガ為のアルケミスト（ヒナタ・サカグチ）
- テイルズウィーバー：SecondRun（ナーベラル・ガンマ）
- BLUE REFLECTION SUN/燦（司城あやか）
- グリザイア クロノスリベリオン（ナオ）
- 放置少女〜百花繚乱の萌姫たち〜（ブーディカ）
- 御城プロジェクト:RE（ピーク・フィンガー）
- レスレリアーナのアトリエ 〜忘れられた錬金術と極夜の解放者〜（2023年 - 2024年、ヴァレリア）
- ドールズフロントライン ニューラルクラウド（エリカ）
- エーテルゲイザー（トール）

2024年
- ラングリッサー モバイル（エシアン）
- 機動戦士ガンダム アーセナルベース（アヤメ）
- 機動戦士ガンダム U.C. ENGAGE（2024年 - 2025年、サーリア・キャビネット）
- FAIRY TAIL 2（ブランディッシュ・μ）
- 18TRIP（浜咲椛〈主人公女〉）
- レゾナンス:無限号列車（ライカ）

2025年
- ゼノブレイドクロス ディフィニティブエディション（リーゼル）
- 新月同行（隠光）

時期未定
- スカーレットボーダーランド（ヒルデガルド、穹落）

### ドラマCD
2008年
- アイドルマスター Eternal Prism 01 - 03（我那覇響、高槻長介）

2009年
- #000000ウルトラブラック（相坂環）
- JIHAI〜磁海〜 Third World / Another Pain（楓）
- 少年花嫁 5  花と香木の宵（メイド）
- NOW HERE（鮎川めぐ）
- NEWSな彼！（女子生徒）
- ドラマCD 獏-BAKU- 第三章（魔物）
- ひとり占めセオリー（学生）
- 夢を見るヒマもない（小林美和）

2010年
- EREMENTAR GERAD The original（ラズフェ・アンクルの人々）
- 黄昏乙女×アムネジア（庚霧江）
- 種を蒔く人 南&北神シリーズ（店員）
- 目をとじて3秒（知花マナ〈子供〉）

2011年
- 俺の彼女と幼なじみが修羅場すぎる
- 王子と小鳥（タザキの助手）
- 〆切様におゆるしを（煩悩・怠惰）
- ぷちます! -PETIT IDOLM@STER- ドラマCD 01 - 02（我那覇響、ちびき）

2012年
- THE IDOLM@STER No Make!（我那覇響）

2013年
- スターマイン（星野風見）
- 蒼き鋼のアルペジオ -アルス・ノヴァ- スペシャルCDドラマ メンタルモデルも電気羊の夢を見るのではないか?（タカオ）

2014年
- アイドルマスター ワンフォーオール 初回限定版付属 スペシャルドラマCD「765プロが行く！トップアイドルのお仕事見学」（我那覇響）
- オーバーロード6巻 「王国の漢たち [下]」 特装版『漆黒の英雄譚』（ナーベラル・ガンマ）
- スターマイン（星野風見）
- RAIL WARS! Dual Sound DramaCD（桜井あおい）

2015年
- 劇場版 アイカツ! 録り下ろしオリジナルドラマCD（藤堂ユリカ）
- あの娘にキスと白百合を ドラマCD1 スイートハートビート（二階堂萌）
- 魔技科の剣士と召喚魔王 ドラマCD（星風光）

2016年
- あの娘にキスと白百合を ドラマCD（二階堂萌）
- TVアニメ「紅殻のパンドラ」パンドラジオCD（クラリオン）

2017年
- ファンタシースターオンライン2 ミニドラマCD〜マザー&アラトロン&オークゥ編〜（オークゥ＝ミラー） - セガ ラッキーくじF賞
- 碓氷と彼女とロクサンの。-最後の夜=始まりの灯-（志賀真）
- しすたー・いん・らう！ ドラマCD（逢隈小奈）

2018年
- ドラマCD「PHANTASY STAR ONLINE 2」〜シエラ'sリポート〜（オークゥ＝ミラー、カトリーヌ）
- スライム倒して300年、知らないうちにレベルMAXになってました（2018年 - 2020年、ベルゼブブ） - 第5巻・第7巻・第9巻・第12巻・第14巻・第16巻 ドラマCD付き限定特装版
- 妹さえいればいい。 ドラマCD「お見舞いオールヒロイン/ 大野アシュリールート・ダイジェスト版」（大野アシュリー） - Blu-ray BOX 上巻・下巻特典
- アイドルマスター ミリオンライブ！ シリーズ（2018年 - 、我那覇響）
- TVアニメ/データカードダス『アイカツ!』&『アイカツスターズ!』スペシャルドラマCD（藤堂ユリカ）
- スロウスタート オーディオドラマ vol.4「清瀬さんと一緒。」（榎並清瀬） - BD・DVD第4巻特典
- ドラマCD「Wonderland Wars」Side Story 第3章（シェハラザード、オト）

2019年
- RELEASE THE SPYCE オリジナル録り下ろしドラマCD「私が愛するスパイ」（半蔵門雪） - Amazon.co.jp限定版BD・DVD 全巻購入特典
- 夢現Re:Master オーディオドラマCD「Sister in the Lovelyhotel」（柳谷こころ） - オムニショップ購入特典
- あやかしこ（ネネ） - コミックス6巻ドラマCD付き特装版
- 妹さえいればいい。ドラマCD第3弾「妹さえいればいい。THE MOVIE 妹・オブ・ザ・デッド」（大野アシュリー） - 第13巻ドラマCD付き限定特装版

2020年
- フレームアームズ・ガール ドラマCD：R-2（赤い迅雷）
- ノー・ガンズ・ライフ オリジナルドラマCD「ダストボックス」（メアリー・シュタインベルグ） - ノー・ガンズ・ライフBlu-ray/DVD BOX2特典
- 夢現Re:After  オーディオドラマCD「かわいい貴女と貴女と、わたし」（柳谷こころ） - 工画堂スタジオ公式通販OMNISHOP 購入特典
- 異世界かるてっと2 スペシャルドラマCD 「閉幕！がくえんさい」（ナーベラル・ガンマ） - 異世界かるてっと2 Blu-ray/DVD下巻 初回特典

2022年
- ドラマCD「アリス・ギア・アイギス 〜水着にまつわるエトセトラ〜」（比良坂夜露）
- 蒼き鋼のアルペジオ（重巡タカオ） - 第24巻ドラマCD付き特装版

### オーディオドラマ
- THE IDOLM@STER NO Make!（2011年、我那覇響）
- ラブボイスフェア「ヒミツのアイちゃん」（2012年、愛子[307]）
- THE IDOLM@STER No Make+!（2015年、我那覇響）
- IIJオリジナルサウンドドラマ「双子とアンドロイドはいつも空腹」（2016年、香宮いのり[308]）
- 恋愛成仏レストラン〜涙に聞く魔法のレシピ〜 第一話『ねばねばした女』（2020年、野宮奈月[309]） - ラジオクラウド配信
- ドラマレコード「時代劇だよ！アリス・ギア・アイギス」（2021年、比良坂夜露）

### デジタルコミック
- マンガアニメ「かくしごと」（2020年、内木理佐）
- 悪役令嬢の追放後! 教会改革ごはんで悠々シスター暮らし（2022年、エリザベス[310]）
- 鵺の陰陽師（2023年、鵺）

### 吹き替え
- iCarly #25
- ザ・パシフィック #7
- ミディアム5 霊能者アリソン・デュボア #2
- ライフ・ドア 黄昏のウォール街
- 最後の召喚師 -The Last Summoner-（2023年、バニ）
- 下の階には澪がいる（2024年、三国紗羅[311]）

### ラジオ
※はインターネット配信。
- THE IDOLM@STER STATION!!!（2009年 - 2013年、ラジオ大阪）
- 竹達・沼倉の初ラジ!（2009年 - 2023年、超!A&G+※）[注 8]
- ラジカメSTATION+（2012年、超!A&G+※）
- 株式会社アキバーブリッツ営業部 〜香里・愛美の「とある秋葉原OLの実情」〜（2012年、ラジカメSTATION!※）
- アイドルマスター webラジオ 〜一番くじ & クレーンキングスペシャル〜 きゅぴぴぴーん★うがー!!（2012年 - 2013年、ニコニコ動画※）
- THE IDOLM@STER STATION!!+（2013年 - 2014年、超!A&G+※）
- 株式会社アキバーブリッツ営業部 〜香里・愛美の「とある秋葉原OLの実情」Ver.2.0〜（2013年、ラジカメSTATION!※）
- 恋愛ラボRADIO（2013年 - 2014年、北陸放送・岐阜放送・HiBiKi Radio Station※）[312]
- 蒼きラジオのアルペジオ（2013年 - 2014年、音泉※）
- THE IDOLM@STER webラジオ 〜クレーンキング&一番くじスペシャル〜 響チャレンジ! -プロデューサー! 全員集合だぞ!!-（2014年 - 2015年、ニコニコ動画※）
- 蒼きラジオのアルペジオ改（2014年 - 2016年、音泉※）[313]
- THE IDOLM@STER STATION!!!（2014年 - 2018年、ニコニコ生放送※）
- ファフニールラジオ〜ミッドガル学園放送部〜（2014年 - 2015年、銃皇無尽のファフニール公式サイト※[314][315]）
- 魔放送女育成計画（2016年 - 2017年、音泉※）[316]
- 綾音と愛美の セイレン Say"You're cute♡"（2016年 - 2017年、音泉※）[317]
- うちのメイドがウザすぎる！ 〜キャッキャウフフするラジオ！〜（2018年、音泉※）[318]
- THE IDOLM@STER MUSIC ON THE RADIO（2018年 - 2021年、ニコニコ生放送※）[319]
- レッドプライドオブエデンプレゼンツ『エデン大陸放送局』！（2020年、音泉※）[320][注 9]

### ラジオCD
- 株式会社アキバーブリッツ営業部 〜香里・愛美の「とある秋葉原OLの実情」〜DJCD VOL.1（2012年）
- ごぶごぶちゃん☆スピンオフCD絶対主義シーズン6
- ラジオCD「iM@STUDIO」Vol.3,5,7,12
- ラジオCD「恋愛ラボRADIO」Vol.1 - 5（2013年 - 2014年）
- ラジオCD「蒼きラジオのアルペジオ」Vol.1 - 2（2014年）
- ラジオCD「蒼きラジオのアルペジオ改」Vol.1 - 4（2015年 - 2016年）
- DJCD「魔放送女育成計画」（2017年）
- ラジオCD「綾音と愛美のセイレン Say“You're cute "」（2017年）
- ラジオCD「うちのメイドがウザすぎる！ 〜キャッキャウフフするラジオ！〜」（2019年）

### 映像商品
- 基本を学ぶ 楽しい食事のマナー 和食のマナー編 (2009年)
- THE IDOLM@STER関連作品
  - THE IDOLM@STER 4th ANNIVERSARY PARTY SPECIAL DREAM TOUR’S!
  - THE IDOLM@STER 5th ANNIVERSARY The world is all one !!
  - THE IDOLM@STER 6th ANNIVERSARY SMILE SUMMER FESTIV@L!
  - THE IDOLM@STER 7th ANNIVERSARY 765PRO ALLSTARS みんなといっしょに![321]
  - THE IDOLM@STER STATION!!! First Live "HEART AND SOUL"
  - THE IDOLM@STER MUSIC FESTIV@L OF WINTER!![322]
  - THE IDOLM@ STER 8th ANNIVERSARY HOP! STEP!! FESTIV@L!!![323]
  - THE IDOLM@STER M@STERS OF IDOL WORLD!!2014[324]
  - THE IDOLM@STER 9th ANNIVERSARY WE ARE M@STERPIECE!![325]
  - THE IDOLM@STER M@STER OF IDOL WORLD!!2015 Live Blu-ray[326]
  - THE IDOLM@STER MILLION LIVE! 3rdLIVE TOUR BELIEVE MY DRE@M!! LIVE Blu-ray 03@OSAKA DAY1
  - THE IDOLM@STER PRODUCER MEETING 2017 765PRO ALLSTARS FUN TO THE NEW VISION!! EVENT Blu-ray PERFECT BOX（2017年11月22日）
  - THE IDOLM@STER 765 MILLIONSTARS HOTCHPOTCH FESTIV@L!! LIVE Blu-ray GOTTANI-BOX（2018年11月21日）
  - THE IDOLM@STER ニューイヤーライブ!! 初星宴舞 LIVE Blu-ray 絢爛装丁版（2019年1月30日）[327]
  - THE IDOLM@STER PRODUCER MEETING 2018 What is TOP!!!!!!!!!!!!!!? EVENT Blu-ray PERFECT BOX（2019年7月31日）[328]
  - バンダイナムコエンターテインメントフェスティバル 2days LIVE Blu-ray（2020年9月9日）
  - THE IDOLM＠STER 765PRO ALLSTARS LIVE SUNRICH COLORFUL LIVE Blu-ray（2023年7月26日）[329]
  - THE IDOLM@STER M@STERS OF IDOL WORLD!!!!! 2023 Blu-ray PERFECT BOX!!!!!（2023年12月23日）[330]
  - キャラ★メルVol7付属DVD アイドルマスターSP プロジェクト・フェアリー 独占取材
  - キャラ★メルVol8付属DVD アイドルマスターSP P・フェアリー主演ドラマ
  - 2009年3月号付属DVD アイマスレイディオ ゲーマガ出張版 vol.3
- 蒼き鋼のアルペジオ －アルス・ノヴァ－関連作品
  - Trident密着ドキュメント〜航海の先に、見えたモノ〜＜ディレクターズカット版＞
  - ウェポン・フロントライン 海上自衛隊 イージス 日本を護る最強の盾
  - Trident 1st LIVE “Blue Snow”[注 10][331]
  - Trident ラストフルアルバム『BLUE』初回限定盤BD[332]
  - 「蒼き鋼のアルペジオ –アルス・ノヴァ-」Character Songs LIVE “Blue Field”〜Finale〜[注 11][333]
  - Trident THE LAST LIVE「Thank you for your “BLUE” at Makuhari Messe」[334]
- 秋葉原声優まつり THE MOVIE
- Animelo Summer Live 2013 -FLAG NINE- 8.24
- Animelo Summer Live 2014 -ONENESS- 8.30
- Animelo Summer Live 2015 -THE GATE- 8.28
- Animelo Summer Live 2016 刻-TOKI- 8.28
- 竹達・沼倉の初めてでもいいですか?
  - 竹達・沼倉の初めてでもいいですか? ブログDVD
  - 竹達・沼倉の初めてでもいいですか? ブログDVD 2
  - 初ラジブルーレイ 海を越えてもいいですか？デート編 / スポーツ編
  - 初ラジ・見るとご飯が食べたくなるDVD〜軽井沢を食べ尽くす！〜
- DVD「RELEASE THE SPYCEツキカゲ大作戦」京都編（2019年1月30日）
- アイカツ！シリーズ 5thフェスティバル！！ Day1/Day2 Blu-ray（2019年7月3日）
- Blu-ray 朗読劇 魔法少女育成計画「スノーホワイト育成計画」（2024年3月15日）

### テレビ番組
- コエキタ!!（HBC：番組内コーナー『テクテクブラリン道』8月14日、8月21日、9月4日、9月11日放送分レポーター）

### 舞台・朗読劇
- チョコレートガールズ2 〜チョコレートガールズVSアズキガールズ〜（2011年2月9日 - 14日、前進座劇場）
- 音劇 北前船 〜とやまから新たな鼓動〜（2017年2月26日、富山県民会館 ホール） - 雪 役[335]
- 音楽朗読劇「嵐が丘」（2020年2月22日、TOKYO FM HALL） - キャサリン 役、キャシー 役[336]
- 森の音楽家クラムベリー外伝 魔法少女育成計画 unripe duet（2023年1月28日 - 29日、草月ホール） - カプ・チーノ役
- LAWSON presents 朗読歌劇アルマギア 〜First Live 2023〜（2023年7月9日、立川ステージガーデン） - マーブル 役[337]
- 朗読劇 スノーホワイト育成計画（2023年10月15日、飛行船シアター） - リップル役

### パチンコ・パチスロ
2010年代
- ささみさん@がんばらないすろっと（2014年、蝦怒川情雨）
- パチスロ 蒼き鋼のアルペジオ ‐アルス・ノヴァ‐（2017年、タカオ）
- マジカルハロウィン6（2018年、犬上碧）
- パチスロ 蒼き鋼のアルペジオ -アルス・ノヴァ- Mental Model ver.（2018年、タカオ）
- P SHOW BY ROCK!!（2019年、レトリー）
- OVER-SLOT『AINZ OOAL GOWN絶対支配者光臨』（2019年、ナーベラル・ガンマ）

2020年代
- Pフィーバー アイドルマスター ミリオンライブ!（2021年、我那覇響）
- パチスロ アイドルマスター ミリオンライブ!（2021年、我那覇響）
- パチスロ 魔法少女育成計画（2022年、リップル）
- SLOTメイドインアビス（2023年、シギー）
- パチスロ武装神姫（コウモリ型MMS ウェスペリオー）

### その他コンテンツ
- TAKAMICHI SUMMER WORKS「セミ」[340]
- 恐竜王国2012（2012年7月21日 - 9月23日、於・幕張メッセ）子供向け音声ガイド（少年）[341]
- iPhone向けアプリ『みみふく』（鮎川春菜[342]）
- 魔法つかいプリキュア!キャラクターショー「わたしたちが、モデルに？！」（かなみ（声のみ）[343]）
- まいにちコンパイルハート（神貫ナツメ）
- こえかつ（月居つばき[344]）
- PV「サレタガワのブルー」（2020年、森梢[345]）
- ソレイユへようこそ!（2021年、さやか[346]）
- ハニトーカフェ秋葉原店 店内放送（2023年、タマキ[347]）

## ディスコグラフィ

### シングル
|            | 発売日         | タイトル        | 規格品番 | 規格品番   | オリコン 最高位 |
| 初回限定盤 | 発売日         | タイトル        | 通常盤   |            | オリコン 最高位 |
| ---------- | -------------- | --------------- | -------- | ---------- | --------------- |
| 1st        | 2016年11月2日  | 叫べ            | VTZL-116 | VTCL-35243 | 19位            |
| 2nd        | 2017年2月8日   | Climber's High! | VTZL-122 | VTCL-35254 | 20位            |
| 3rd        | 2018年6月6日   | 彩 -color-      | VTZL-145 | VTCL-35277 | 25位            |
| 4th        | 2018年10月31日 | Desires         | VTZL-149 | VTCL-35290 | 23位            |

#### 限定シングル
| 発売日        | タイトル            | 販売形態                            | 規格品番   |
| ------------- | ------------------- | ----------------------------------- | ---------- |
| 2018年4月15日 | Come on New World!! | 「ぬー民の集い」会場限定            | VTNU-00001 |
| 2018年9月29日 | わたしたち          | 「ぬー民の集い -にかいめ-」会場限定 | VTNU-00002 |

### アルバム
|        | 発売日        | タイトル   | 規格品番                    | 規格品番   | オリコン 最高位 |
| 初回盤 | 発売日        | タイトル   | 通常盤                      |            | オリコン 最高位 |
| ------ | ------------- | ---------- | --------------------------- | ---------- | --------------- |
| 1st    | 2017年6月14日 | My LIVE    | VTZL-129（A） VTZL-130（B） | VTCL-60452 | 7位             |
| 2nd    | 2019年2月20日 | アイ       | VTZL-155                    | VTCL-60482 | 31位            |
| ベスト | 2020年2月12日 | みんなで！ |                             | VTZL-168   | 30位            |

### タイアップ曲
| 楽曲            | タイアップ                                         | 時期   |
| --------------- | -------------------------------------------------- | ------ |
| 叫べ            | テレビアニメ『魔法少女育成計画』オープニングテーマ | 2016年 |
| Climber's High! | テレビアニメ『風夏』オープニングテーマ             | 2017年 |
| My LIVE         | 音楽番組『アニ☆ステ』6月エンディングテーマ         | 2017年 |
| 彩 -color-      | テレビアニメ『かくりよの宿飯』エンディングテーマ   | 2018年 |
| Desires         | テレビアニメ『CONCEPTION』エンディングテーマ       | 2018年 |
| I Love You      | テレビアニメ『CONCEPTION』挿入歌                   | 2018年 |

### 映像作品
|     | 発売日        | タイトル                                         | 規格品番 |
| --- | ------------- | ------------------------------------------------ | -------- |
| 1st | 2018年2月21日 | 1st LIVE「My LIVE」 at Zepp DiverCity 2017.08.20 | VTXL-32  |

### キャラクターソング
| 発売日   | 商品名                                                                             | 歌 | 楽曲 | 備考                                                                                                |
| 2008年   | 2008年                                                                             | 2008年 | 2008年 | 2008年                                                                                              |
| -------- | ---------------------------------------------------------------------------------- | --- | --- | --------------------------------------------------------------------------------------------------- |
| 12月10日 | THE IDOLM@STER MASTER SPECIAL 961“オーバーマスター”                                | 星井美希（長谷川明子）、我那覇響（沼倉愛美）、四条貴音（原由実） | 「オーバーマスター（M@STER VERSION）」 「KisS」 「聖なる夜に」 | ゲーム『THE IDOLM@STER SP』関連曲                                                                   |
| 3月31日  | THE IDOLM@STER MASTER BOX VI                                                       | 我那覇響（沼倉愛美） | 「I Want」 「キラメキラリ」 「迷走Mind」 「目が逢う瞬間」 「スタ→トスタ→」 「隣に…」 「フタリの記憶」 「Kosmos, Cosmos」 「いっぱいいっぱい」                               | ゲーム『THE IDOLM@STER SP』関連曲                                                                   |
| 4月1日   | THE IDOLM@STER MASTER SPECIAL 03 如月千早・我那覇響                                | 我那覇響（沼倉愛美） | 「Next Life」 「Is This Love」 「オーバーマスター（M@STER VERSION）」 | ゲーム『THE IDOLM@STER SP』関連曲                                                                   |
| 4月1日   | THE IDOLM@STER MASTER SPECIAL 03 如月千早・我那覇響                                | 如月千早（今井麻美）、我那覇響（沼倉愛美） | 「Do-Dai（REM@STER-B）」 | ゲーム『THE IDOLM@STER SP』関連曲                                                                   |
| 4月1日   | THE IDOLM@STER MASTER SPECIAL 03 如月千早・我那覇響                                | 我那覇響（沼倉愛美）、如月千早（今井麻美） | 「L・O・B・M」 | ゲーム『THE IDOLM@STER SP』関連曲                                                                   |
| 10月2日  | アイドルマスターブレイク! 第2巻 限定版特典CD                                       | 我那覇響（沼倉愛美） | 「ハッピー☆マテリアル」 | 漫画『アイドルマスターブレイク!』関連曲                                                             |
| 2010年   |                                                                                    | | | |
| 2月24日  | THE IDOLM@STER Vocal Collection 01                                                 | 星井美希（長谷川明子）、我那覇響（沼倉愛美）、四条貴音（原由実） | 「Melted Snow」 「黒い犬」 | ドラマCD『アイドルマスター Eternal Prism』挿入歌                                                    |
| 3月17日  | THE IDOLM@STER MASTER SPECIAL SPRING                                               | 天海春香（中村繪里子）、水瀬伊織（釘宮理恵）、我那覇響（沼倉愛美）、秋月律子（若林直美）、菊地真（平田宏美）、萩原雪歩（長谷優里奈） | 「チェリー」 「またね（M@STER VERSION）」 | ゲーム『THE IDOLM@STER SP』関連曲                                                                   |
| 3月17日  | THE IDOLM@STER MASTER SPECIAL SPRING                                               | 我那覇響（沼倉愛美） | 「春」 | ゲーム『THE IDOLM@STER SP』関連曲                                                                   |
| 4月21日  | THE IDOLM@STER Vocal Collection 02                                                 | 星井美希（長谷川明子）、我那覇響（沼倉愛美）、四条貴音（原由実） | 「ストレートラブ！」 | ドラマCD『アイドルマスター Eternal Prism』挿入歌                                                    |
| 4月21日  | THE IDOLM@STER Vocal Collection 02                                                 | 我那覇響（沼倉愛美） | 「黒い犬」 | ドラマCD『アイドルマスター Eternal Prism』挿入歌                                                    |
| 5月12日  | THE IDOLM@STER BEST OF 765+876=!! VOL.01                                           | 天海春香（中村繪里子）、菊地真（平田宏美）、高槻やよい（仁後真耶子）、我那覇響（沼倉愛美）、日高愛（戸松遥） | 「THE 愛」 | 『アイドルマスター』関連曲                                                                          |
| 6月4日   | アイドルマスターブレイク! 第3巻 限定版特典CD                                       | 我那覇響（沼倉愛美） | 「ambivalent world」 | 漫画『アイドルマスターブレイク!』関連曲                                                             |
| 6月23日  | THE IDOLM@STER BEST OF 765+876=!! VOL.03                                           | 菊地真（平田宏美）、双海亜美 / 真美（下田麻美）、我那覇響（沼倉愛美）、四条貴音（原由実） | 「エージェント夜を往く（M@STER VERSION）」 | 『アイドルマスター』関連曲                                                                          |
| 6月23日  | THE IDOLM@STER BEST OF 765+876=!! VOL.03                                           | IM@S ALLSTARS++ | 「L・O・B・M」 | 『アイドルマスター』関連曲                                                                          |
| 6月23日  | THE IDOLM@STER BEST OF 765+876=!! VOL.03                                           | 菊地真（平田宏美）、秋月律子（若林直美）、如月千早（今井麻美）、星井美希（長谷川明子）、我那覇響（沼倉愛美） | 「思い出をありがとう（M@STER VERSION）」 | 『アイドルマスター』関連曲                                                                          |
| 6月23日  | THE IDOLM@STER BEST OF 765+876=!! VOL.03                                           | IM@S ALLSTARS1641 | 「THE IDOLM@STER」 | 『アイドルマスター』関連曲                                                                          |
| 7月3日   | THE IDOLM@STER BEST OF 765+876=!! THE iDRE@MLOST                                   | 我那覇響（沼倉愛美） | 「THE 愛」 | 『アイドルマスター』関連曲                                                                          |
| 9月22日  | THE IDOLM@STER MASTER ARTIST 2 Prologue                                            | 天海春香（中村繪里子）、星井美希（長谷川明子）、萩原雪歩（浅倉杏美）、我那覇響（沼倉愛美）、四条貴音（原由実） | 「THE IDOLM@STER 2nd-mix」 | ゲーム『THE IDOLM@STER 2』関連曲                                                                    |
| 9月22日  | THE IDOLM@STER MASTER ARTIST 2 Prologue                                            | IM@S 765PRO ALLSTARS | 「団結2010」 | ゲーム『THE IDOLM@STER 2』関連曲                                                                    |
| 11月3日  | THE IDOLM@STER MASTER ARTIST 2 -FIRST SEASON- 01 天海春香                          | 天海春香（中村繪里子）、我那覇響（沼倉愛美）、星井美希（長谷川明子） | 「Tip Taps Tip」 | ゲーム『THE IDOLM@STER 2』関連曲                                                                    |
| 11月3日  | THE IDOLM@STER MASTER ARTIST 2 -FIRST SEASON- 02 我那覇響                          | 我那覇響（沼倉愛美） | 「TRIAL DANCE」 「DREAM」 「涙そうそう」 「MEGARE!（M@STER VERSION）」 | ゲーム『THE IDOLM@STER 2』関連曲                                                                    |
| 11月3日  | THE IDOLM@STER MASTER ARTIST 2 -FIRST SEASON- 02 我那覇響                          | 我那覇響（沼倉愛美）、天海春香（中村繪里子）、星井美希（長谷川明子） | 「Tip Taps Tip」 | ゲーム『THE IDOLM@STER 2』関連曲                                                                    |
| 11月3日  | THE IDOLM@STER MASTER ARTIST 2 -FIRST SEASON- 03 星井美希                          | 星井美希（長谷川明子）、天海春香（中村繪里子）、我那覇響（沼倉愛美） | 「Tip Taps Tip」 | ゲーム『THE IDOLM@STER 2』関連曲                                                                    |
| 2011年   |                                                                                    | | | |
| 1月10日  | THE IDOLM@STER 2 765pro H@PPINESS NEW YE@R P@RTY !! 2011                           | 我那覇響（沼倉愛美） | 「チェリー」 | ゲーム『THE IDOLM@STER 2』関連曲                                                                    |
| 2月9日   | The world is all one !!                                                            | 天海春香（中村繪里子）、我那覇響（沼倉愛美）、星井美希（長谷川明子） | 「The world is all one !!（M@STER VERSION）」 | ゲーム『THE IDOLM@STER 2』関連曲                                                                    |
| 2月9日   | The world is all one !!                                                            | 765PRO ALLSTARS | 「The world is all one !!（M@STER VERSION）」 | ゲーム『THE IDOLM@STER 2』関連曲                                                                    |
| 6月10日  | me to me『スーパー☆スターCD + ブックレット』                                       | me to me | 「スーパー☆スター」 「発展途上 My life」 「Promise」 | 『me to me』関連曲                                                                                  |
| 6月25日  | THE IDOLM@STER MASTER BOX VII                                                      | 我那覇響（沼倉愛美） | 「Colorful Days」 「キミはメロディ」 「またね」 「L・O・B・M」 | ゲーム『THE IDOLM@STER SP』関連曲                                                                   |
| 8月10日  | THE IDOLM@STER ANIM@TION MASTER 01 READY!!                                         | 765PRO ALLSTARS | 「READY!!（M@STER VERSION）」 | テレビアニメ『THE IDOLM@STER』オープニングテーマ                                                    |
| 9月7日   | THE IDOLM@STER ANIM@TION MASTER 02                                                 | 765PRO ALLSTARS | 「The world is all one !!（M@STER VERSION）」 | テレビアニメ『THE IDOLM@STER』エンディングテーマ                                                    |
| 9月7日   | THE IDOLM@STER ANIM@TION MASTER 02                                                 | 如月千早（今井麻美）、三浦あずさ（たかはし智秋）、菊地真（平田宏美）、星井美希（長谷川明子）、我那覇響（沼倉愛美）、秋月律子（若林直美） | 「MOONY」 | テレビアニメ『THE IDOLM@STER』エンディングテーマ                                                    |
| 10月5日  | THE IDOLM@STER ANIM@TION MASTER 03                                                 | 765PRO ALLSTARS | 「THE IDOLM@STER」 | テレビアニメ『THE IDOLM@STER』エンディングテーマ                                                    |
| 10月5日  | THE IDOLM@STER ANIM@TION MASTER 03                                                 | 765PRO ALLSTARS | 「L・O・B・M」 | テレビアニメ『THE IDOLM@STER』挿入歌                                                                |
| 10月5日  | THE IDOLM@STER ANIM@TION MASTER 03                                                 | 765+876PRO ALLSTARS | 「GO MY WAY!!」 | テレビアニメ『THE IDOLM@STER』エンディングテーマ                                                    |
| 10月19日 | ファミソン8BIT☆アイドルマスター BEST ALBUM + LIVE DVD                              | 我那覇響（沼倉愛美） | 「うれし・あやかし道中記（『妖怪道中記』NEW SONG）」 | 『アイドルマスター』関連曲                                                                          |
| 11月9日  | THE IDOLM@STER ANIM@TION MASTER 04 CHANGE!!!!                                      | 765PRO ALLSTARS | 「CHANGE!!!!（M@STER VERSION）」 | テレビアニメ『THE IDOLM@STER』オープニングテーマ                                                    |
| 11月9日  | THE IDOLM@STER ANIM@TION MASTER 04 CHANGE!!!!                                      | 如月千早（今井麻美）、三浦あずさ（たかはし智秋）、我那覇響（沼倉愛美） | 「今 スタート！」 | テレビアニメ『THE IDOLM@STER』関連曲                                                                |
| 11月30日 | THE IDOLM@STER ANIM@TION MASTER 05                                                 | 天海春香（中村繪里子）、星井美希（長谷川明子）、如月千早（今井麻美）、高槻やよい（仁後真耶子）、萩原雪歩（浅倉杏美）、菊地真（平田宏美）、双海真美（下田麻美）、四条貴音（原由実）、我那覇響（沼倉愛美）                                                                            | 「自分REST@RT（M@STER VERSION）」 | テレビアニメ『THE IDOLM@STER』挿入歌                                                                |
| 11月30日 | THE IDOLM@STER ANIM@TION MASTER 05                                                 | 765PRO ALLSTARS | 「i」 「MEGARE!（M@STER VERSION）」 | テレビアニメ『THE IDOLM@STER』エンディングテーマ                                                    |
| 11月30日 | THE IDOLM@STER ANIM@TION MASTER 05                                                 | 天海春香（中村繪里子）、星井美希（長谷川明子）、如月千早（今井麻美）、双海亜美 / 真美（下田麻美）、四条貴音（原由実）、我那覇響（沼倉愛美） | 「Colorful Days（M@STER VERSION）」 | テレビアニメ『THE IDOLM@STER』エンディングテーマ                                                    |
| 12月28日 | THE IDOLM@STER ANIM@TION MASTER 06                                                 | 我那覇響（沼倉愛美） | 「Brand New Day!」 | テレビアニメ『THE IDOLM@STER』エンディングテーマ                                                    |
| 12月28日 | THE IDOLM@STER ANIM@TION MASTER 06                                                 | 如月千早（今井麻美）、天海春香（中村繪里子）、星井美希（長谷川明子）、高槻やよい（仁後真耶子）、萩原雪歩（浅倉杏美）、菊地真（平田宏美）、双海亜美 / 真美（下田麻美）、水瀬伊織（釘宮理恵）、三浦あずさ（たかはし智秋）、四条貴音（原由実）、我那覇響（沼倉愛美）                   | 「約束（TV VERSION）」 | テレビアニメ『THE IDOLM@STER』挿入歌                                                                |
| 2012年   |                                                                                    | | | |
| 1月29日  | me to me『First Step CD + ブックレット』                                           | me to me | 「First Kiss」 「Show Time!」 「アンダンテ」 「All My Love」 | 『me to me』関連曲                                                                                  |
| 1月29日  | me to me『First Step CD + ブックレット』                                           | 立花ミカ（沼倉愛美） | 「孤独の果て」 「Gravity=Reality」 | 『me to me』関連曲                                                                                  |
| 2月1日   | THE IDOLM@STER ANIM@TION MASTER 07                                                 | 天海春香（中村繪里子）、如月千早（今井麻美）、双海亜美 / 真美（下田麻美）、三浦あずさ（たかはし智秋）、四条貴音（原由実）、我那覇響（沼倉愛美） | 「Happy Christmas」 | テレビアニメ『THE IDOLM@STER』エンディングテーマ                                                    |
| 2月1日   | THE IDOLM@STER ANIM@TION MASTER 07                                                 | 765PRO ALLSTARS | 「まっすぐ」 「いっしょ（NEW VERSION）」 | テレビアニメ『THE IDOLM@STER』エンディングテーマ                                                    |
| 2月1日   | THE IDOLM@STER ANIM@TION MASTER 07                                                 | 765PRO ALLSTARS | 「READY!! & CHANGE!!!! SPECIAL EDITION」 「私たちはずっと…でしょう?」 | テレビアニメ『THE IDOLM@STER』挿入歌                                                                |
| 8月15日  | THE IDOLM@STER ANIM@TION MASTER 生っすかSPECIAL 01                                 | 星井美希（長谷川明子）、四条貴音（原由実）、我那覇響（沼倉愛美） | 「きゅんっ！ヴァンパイアガール（M@STER VERSION）」 「初恋 〜一章 片想いの桜〜」                                                                                             | テレビアニメ『THE IDOLM@STER』関連曲                                                                |
| 8月15日  | THE IDOLM@STER ANIM@TION MASTER 生っすかSPECIAL 01                                 | 我那覇響（沼倉愛美） | 「Believe」 「亜熱帯ガール」 | テレビアニメ『THE IDOLM@STER』関連曲                                                                |
| 11月28日 | ら♪ら♪ら♪わんだぁらんど                                                            | 765PRO ALLSTARS featuring ぷちどる | 「ら♪ら♪ら♪わんだぁらんど」 | Webアニメ『ぷちます! -プチ・アイドルマスター-』テーマソング                                         |
| 12月29日 | 音楽少女C83 Specialセット                                                          | 千歳ハル（沼倉愛美） | 「Rock Me!」 | 『音楽少女』関連曲                                                                                  |
| 2013年   |                                                                                    | | | |
| 1月30日  | THE IDOLM@STER ANIM@TION MASTER 生っすかSPECIAL CURTAIN CALL                       | 天海春香（中村繪里子）、星井美希（長谷川明子）、如月千早（今井麻美）、高槻やよい（仁後真耶子）、萩原雪歩（浅倉杏美）、我那覇響（沼倉愛美） | 「We Have A Dream（M@STER VERSION）」 | パチスロ『THE IDOLM@STER LIVE in SLOT!』テーマソング                                                |
| 1月30日  | THE IDOLM@STER ANIM@TION MASTER 生っすかSPECIAL CURTAIN CALL                       | 我那覇響（沼倉愛美） | 「コーヒー1杯のイマージュ 」 | テレビアニメ『THE IDOLM@STER』関連曲                                                                |
| 2月10日  | THE IDOLM@STER MASTER BOX VIII                                                     | 我那覇響（沼倉愛美） | 「The world is all one !!」 「きゅんっ! ヴァンパイアガール」 「愛 LIKE ハンバーガー」「Honey Heartbeat」 「Little Match Girl」                                              | ゲーム『THE IDOLM@STER 2』関連曲                                                                    |
| 3月6日   | PETIT IDOLM@STER Twelve Seasons! Vol.10 我那覇響&ちびき                            | 我那覇響（沼倉愛美） | 「しあわせのレシピ」 「ら♪ら♪ら♪わんだぁらんど」 「TODAY with ME」 | Webアニメ『ぷちます！ -プチ・アイドルマスター-』関連曲                                              |
| 3月29日  | 音楽少女「Rock the Hero」                                                          | 千歳ハル（沼倉愛美） | 「EVERYDAY HERO」 「サンシャイン・ベイブ」 「天空戦隊ゼロウィンガー」 「Re：フレンド」                                                                                      | 『音楽少女』関連曲                                                                                  |
| 4月10日  | THE IDOLM@STER ANIM@TION MASTER 生っすかSPECIAL 弦楽四重奏 初恋組曲                | 我那覇響（沼倉愛美） | 「初恋 〜一章 片想いの桜〜」 | テレビアニメ『THE IDOLM@STER』関連曲                                                                |
| 4月24日  | THE IDOLM@STER LIVE THE@TER PERFORMANCE 01 Thank You!                              | 765 MILLIONSTARS | 「Thank You!」 | ゲーム『アイドルマスター ミリオンライブ!』テーマソング                                              |
| 4月24日  | THE IDOLM@STER LIVE THE@TER PERFORMANCE 01 Thank You!                              | 765PRO ALLSTARS | 「Thank You!」 | ゲーム『アイドルマスター ミリオンライブ!』テーマソング                                              |
| 6月26日  | THE IDOLM@STER LIVE THE@TER PERFORMANCE 03                                         | 我那覇響（沼倉愛美） | 「Rebellion」 | ゲーム『アイドルマスター ミリオンライブ！』関連曲                                                   |
| 6月26日  | THE IDOLM@STER LIVE THE@TER PERFORMANCE 03                                         | 我那覇響（沼倉愛美）、春日未来（山崎はるか）、豊川風花（末柄里恵）、望月杏奈（夏川椎菜）、横山奈緒（渡部優衣） | 「PRETTY DREAMER」 | ゲーム『アイドルマスター ミリオンライブ！』関連曲                                                   |
| 7月      | THE IDOLM@STER ミュージックディスクコレクション                                    | 我那覇響（沼倉愛美） | 「少年時代」 | 『アイドルマスター』関連曲                                                                          |
| 7月7日   | THE IDOLM@STER ANIM@TION MASTER READY!! ソロ・リミックス                           | 我那覇響（沼倉愛美） | 「READY!!（M@STER VERSION）」 | テレビアニメ『THE IDOLM@STER』関連曲                                                                |
| 7月24日  | ブルー・フィールド                                                                 | Trident | 「ブルー・フィールド」 「Innocent Blue」 | テレビアニメ『蒼き鋼のアルペジオ -アルス・ノヴァ-』エンディングテーマ                               |
| 8月10日  | 音楽少女 千歳ハル & 熊谷絵里「World Heroes＆廻る日輪」                             | 千歳ハル（沼倉愛美）、熊谷絵里（瀬戸麻沙美） | 「World Heroes」 「廻る日輪」 | 『音楽少女』関連曲                                                                                  |
| 9月15日  | THE IDOLM@STER ANIM@TION MASTER CHANGE!!!! ソロ・リミックス                        | 我那覇響（沼倉愛美） | 「CHANGE!!!!（M@STER VERSION）」 | テレビアニメ『THE IDOLM@STER』関連曲                                                                |
| 9月18日  | THE IDOLM@STER 765PRO ALLSTARS+ GRE@TEST BEST! -THE IDOLM@STER HISTORY-            | 765PRO ALLSTARS | 「MUSIC♪（M@STER VERSION）」 | ゲーム『THE IDOLM@STER SHINY FESTA』テーマソング                                                    |
| 9月20日  | 恋愛ラボ Blu-ray&DVD 第1巻特典CD                                                   | 藤女生徒会執行部 | 「恋愛（ラブ）したいっ!」 | テレビアニメ『恋愛ラボ』オープニングテーマ                                                          |
| 10月23日 | THE IDOLM@STER 765PRO ALLSTARS+ GRE@TEST BEST! -SWEET&SMILE!-                      | 高槻やよい（仁後真耶子）、双海亜美 / 真美（下田麻美）、水瀬伊織（釘宮理恵）、我那覇響（沼倉愛美） | 「ビジョナリー（M@STER VERSION）」 | ゲーム『THE IDOLM@STER SHINY FESTA』関連曲                                                          |
| 10月25日 | 恋愛ラボ Blu-ray&DVD 第2巻特典CD                                                   | 藤女生徒会執行部 | 「Best FriendS」 | テレビアニメ『恋愛ラボ』エンディングテーマ                                                          |
| 12月29日 | 音楽少女 千歳ハル & 熊谷絵里「Lucy & Starlit Walk」                                | 千歳ハル（沼倉愛美） | 「Lucy」 | 『音楽少女』関連曲                                                                                  |
| 2014年   |                                                                                    | | | |
| 1月29日  | M@STERPIECE                                                                        | 765PRO ALLSTARS | 「M@STERPIECE」 | 劇場アニメ『THE IDOLM@STER MOVIE 輝きの向こう側へ!』主題歌                                          |
| 1月29日  | M@STERPIECE                                                                        | 765PRO ALLSTARS | 「THE IDOLM@STER（MOVIE VERSION）」 | 劇場アニメ『THE IDOLM@STER MOVIE 輝きの向こう側へ！』挿入歌                                         |
| 1月29日  | M@STERPIECE                                                                        | 天海春香（中村繪里子）、星井美希（長谷川明子）、如月千早（今井麻美）、高槻やよい（仁後真耶子）、菊地真（平田宏美）、水瀬伊織（釘宮理恵）、双海亜美 / 真美（下田麻美）、三浦あずさ（たかはし智秋）、萩原雪歩（浅倉杏美）、我那覇響（沼倉愛美）、四条貴音（原由実）                   | 「M@STERPIECE（MOVIE VERSION）」 | 劇場アニメ『THE IDOLM@STER MOVIE 輝きの向こう側へ！』挿入歌                                         |
| 2月22日  | THE IDOLM@STER M@STERS OF IDOL WORLD!!2014 会場限定CD                              | 我那覇響（沼倉愛美） | 「MUSIC♪（M@STER VERSION）」 「ビジョナリー（M@STER VERSION）」 | ゲーム『THE IDOLM@STER SHINY FESTA』関連曲                                                          |
| 4月18日  | ぷちます! かんしゃさい〜すぺしゃるCD〜                                             | 我那覇響（沼倉愛美） | 「しあわせのレシピ」 | Webアニメ『ぷちます! -プチ・アイドルマスター-』関連曲                                               |
| 4月18日  | ぷちます! かんしゃさい〜すぺしゃるCD〜                                             | 天海春香（中村繪里子）、高槻やよい（仁後真耶子）、秋月律子（若林直美）、星井美希（長谷川明子）、四条貴音（原由実）、我那覇響（沼倉愛美） | 「ら♪ら♪ら♪わんだぁらんど」 | Webアニメ『ぷちます! -プチ・アイドルマスター-』関連曲                                               |
| 4月26日  | 月面飛行のリリファ & ロックンロールキャット                                        | 千歳ハル（沼倉愛美） | 「ロックンロールキャット」 | 『音楽少女』関連曲                                                                                  |
| 5月14日  | 黒組曲・序                                                                         | 武智乙哉（沼倉愛美） | 「concentration」 | テレビアニメ『悪魔のリドル』エンディングテーマ                                                      |
| 5月14日  | 黒組曲・序                                                                         | 10年黒組 | 「QUEEN」 | テレビアニメ『悪魔のリドル』エンディングテーマ                                                      |
| 6月4日   | PETIT IDOLM@STER Twelve Campaigns! vol.2 四条貴音&たかにゃ+我那覇響&ちびき         | 我那覇響（沼倉愛美） | 「天と海の島」 「オハヨ○サンシャイン」 | Webアニメ『ぷちます!! -プチプチ・アイドルマスター-』関連曲                                          |
| 6月11日  | 黒組曲・破                                                                         | 10年黒組 | 「THE LAST PARTY」 | テレビアニメ『悪魔のリドル』エンディングテーマ                                                      |
| 6月18日  | ラムネ色 青春                                                                      | 765PRO ALLSTARS | 「ラムネ色 青春」 | 劇場アニメ『THE IDOLM@STER MOVIE 輝きの向こう側へ!』挿入歌                                          |
| 6月25日  | Purest Blue                                                                        | Trident | 「Purest Blue」 「Blue Sky」 | テレビアニメ『蒼き鋼のアルペジオ -アルス・ノヴァ-』関連曲                                           |
| 6月25日  | Purest Blue                                                                        | タカオ（沼倉愛美） | 「Be United」 「My Admiral」 | テレビアニメ『蒼き鋼のアルペジオ -アルス・ノヴァ-』関連曲                                           |
| 7月9日   | 黒組曲・急                                                                         | 10年黒組 | 「仰げば尊し」 | テレビアニメ『悪魔のリドル』挿入歌                                                                  |
| 7月30日  | THE IDOLM@STER LIVE THE@TER HARMONY 01                                             | レジェンドデイズ | 「合言葉はスタートアップ！」 「Welcome!!」 | ゲーム『アイドルマスター ミリオンライブ!』関連曲                                                    |
| 7月30日  | THE IDOLM@STER LIVE THE@TER HARMONY 01                                             | 我那覇響（沼倉愛美） | 「smiley days」 | ゲーム『アイドルマスター ミリオンライブ!』関連曲                                                    |
| 8月1日   | THE IDOLM@STER 9th ANNIVERSARY WE ARE M@STERPIECE!! 自分REST@RT&SMOKY THRILL       | 我那覇響（沼倉愛美） | 「自分REST@RT（M@STER VERSION）」 | テレビアニメ『THE IDOLM@STER』関連曲                                                                |
| 8月13日  | 虹色ミラクル                                                                       | 765PRO ALLSTARS | 「虹色ミラクル」 | 劇場アニメ『THE IDOLM@STER MOVIE 輝きの向こう側へ!』エンディングテーマ                              |
| 8月27日  | THE IDOLM@STER MASTER ARTIST 3 Prologue ONLY MY NOTE                               | 765PRO ALLSTARS | 「ONLY MY NOTE（M@STER VERSION）」 「ワンフォーオール DLC2014年8月ソロ新曲メドレー」                                                                                        | ゲーム『アイドルマスター ワンフォーオール』関連曲                                                   |
| 8月27日  | 花ハ踊レヤいろはにほ                                                               | チーム“ハナヤマタ” | 「花ハ踊レヤいろはにほ」 | テレビアニメ『ハナヤマタ』オープニングテーマ                                                        |
| 8月27日  | 花ハ踊レヤいろはにほ                                                               | チーム“ハナヤマタ” | 「Dream JUMP!!」 | テレビアニメ『ハナヤマタ』関連曲                                                                    |
| 10月4日  | THE IDOLM@STER 9th ANNIVERSARY WE ARE M@STERPIECE!! We Have A Dream&カーテンコール | 我那覇響（沼倉愛美） | 「We Have A Dream（M@STER VERSION）」 | パチスロ『THE IDOLM@STER LIVE in SLOT!』関連曲                                                      |
| 11月19日 | YOSAKOI SONG Series 伍 真智                                                        | 由比浜学園中学よさこい部 常盤真智（沼倉愛美） | 「make a friendship」 「ヨロコビ・シンクロニシティ」 | ゲーム『ハナヤマタ よさこいLIVE!』挿入歌                                                            |
| 11月27日 | 音楽少女 2ndアルバム「Perfect Free」                                               | 千歳ハル（沼倉愛美）、熊谷絵里（瀬戸麻沙美） | 「Perfect Free」 「廻る日輪」 「World Heroes」 | 『音楽少女』関連曲                                                                                  |
| 11月27日 | 音楽少女 2ndアルバム「Perfect Free」                                               | 千歳ハル（沼倉愛美） | 「Angelfire」 「Good Answer」 「Lucy」 「ロックンロールキャット」 | 『音楽少女』関連曲                                                                                  |
| 2015年   |                                                                                    | | | |
| 1月23日  | ハナヤマタ BD・DVD第5巻特典CD                                                      | 常盤真智（沼倉愛美） | 「花ハ踊レヤいろはにほ」 | テレビアニメ『ハナヤマタ』関連曲                                                                    |
| 1月28日  | Ray of bullet                                                                      | イリス・フレイヤ（日高里菜）、物部深月（沼倉愛美） | 「Ray of bullet」 | テレビアニメ『銃皇無尽のファフニール』エンディングテーマ                                            |
| 1月28日  | Blue Snow                                                                          | Trident | 「Blue Snow」 「Sentimental Blue」 「Lovely Blue」 | 劇場アニメ『劇場版 蒼き鋼のアルペジオ -アルス・ノヴァ- DC』関連曲                                   |
| 1月28日  | Blue Snow                                                                          | タカオ（沼倉愛美） | 「Engage」 | 劇場アニメ『劇場版 蒼き鋼のアルペジオ -アルス・ノヴァ- DC』関連曲                                   |
| 2月27日  | ハナヤマタ BD・DVD第6巻特典CD                                                      | チーム“ハナヤマタ” | 「花雪 チーム“ハナヤマタ”ver.」 | テレビアニメ『ハナヤマタ』エンディングテーマ                                                        |
| 4月22日  | ハナヤマタ音楽集 華鳴音女                                                          | チーム“ハナヤマタ” | 「ヨロコビ・シンクロニシティ」 | ゲーム『ハナヤマタ よさこいLIVE!』挿入歌                                                            |
| 4月22日  | THE IDOLM@STER MASTER ARTIST 3 02 我那覇響                                         | 我那覇響（沼倉愛美） | 「Pon De Beach（M@STER VERSION）」 「shiny smile（M@STER VERSION）」 「かざぐるま」 「Buzzstyle」 「キミ＊チャンネル（M@STER VERSION）」 「ONLY MY NOTE（M@STER VERSION）」 | ゲーム『アイドルマスター ワンフォーオール』関連曲                                                   |
| 4月22日  | 青春はNon-Stop!                                                                    | プラズマジカ | 「青春はNon-Stop!」 | テレビアニメ『SHOW BY ROCK!!』オープニングテーマ                                                    |
| 4月22日  | 青春はNon-Stop!                                                                    | プラズマジカ | 「Close to you」 | テレビアニメ『SHOW BY ROCK!!』関連曲                                                                |
| 4月29日  | 銃皇無尽のファフニール キャラクター・ソング・アルバム -麗しのミッドガル-           | 物部深月（沼倉愛美） | 「かわらないもの。」 | テレビアニメ『銃皇無尽のファフニール』関連曲                                                        |
| 4月29日  | 銃皇無尽のファフニール キャラクター・ソング・アルバム -麗しのミッドガル-           | イリス・フレイア（日高里菜）、物部深月（沼倉愛美）、リーザ・ハイウォーカー（金元寿子）、アリエラ・ルー（徳井青空）、レン・ミヤザワ（内村史子）、ティア・ライトニング（佐倉綾音） | 「Ray of bullet」 | テレビアニメ『銃皇無尽のファフニール』関連曲                                                        |
| 5月13日  | Have a nice MUSIC!!                                                                | プラズマジカ | 「Have a nice MUSIC!!」 | テレビアニメ『SHOW BY ROCK!!』エンディングテーマ                                                    |
| 5月13日  | Have a nice MUSIC!!                                                                | プラズマジカ | 「Joyfulness」 | テレビアニメ『SHOW BY ROCK!!』関連曲                                                                |
| 6月3日   | 迷宮DESTINY／流星ドリームライン                                                    | プラズマジカ | 「迷宮DESTINY」 「流星ドリームライン」 | テレビアニメ『SHOW BY ROCK!!』挿入歌                                                                |
| 6月12日  | SHOW BY ROCK!! -LOVE! SHOW BY ROCK!! 〜特典CD〜                                    | プラズマジカ［レトリー（沼倉愛美）］ | 「弱虫アマノジャク」 | テレビアニメ『SHOW BY ROCK!!』関連曲                                                                |
| 6月24日  | THE IDOLM@STER 765PRO LIVE THE@TER COLLECTION Vol.1                                | 765PRO ALLSTARS | 「Welcome!!」 | ゲーム『アイドルマスター ミリオンライブ！』関連曲                                                   |
| 6月24日  | SHOW BY ROCK!! BD 第1巻 きゃにめ.jp限定版特典                                      | レトリー（沼倉愛美） | 「青春はNon-Stop!」 「Close to you」 | テレビアニメ『SHOW BY ROCK!!』関連曲                                                                |
| 6月26日  | 暗殺教室 BD・DVD第4巻特典CD                                                        | 3年E組カバ担 | 「学園天国」 | テレビアニメ『暗殺教室』関連曲                                                                      |
| 6月26日  | 音楽少女「3STARS」                                                                 | 千歳ハル（沼倉愛美） | 「ギブミーエブリシングO.K.」 | 『音楽少女』関連曲                                                                                  |
| 7月17日  | THE IDOLM@STER M@STERS OF IDOL WORLD!! 2015 M@STERPIECE & 10th Anniversary Mix     | 我那覇響（沼倉愛美） | 「M@STERPIECE」 | 劇場アニメ『THE IDOLM@STER MOVIE 輝きの向こう側へ！』関連曲                                         |
| 7月17日  | THE IDOLM@STER LIVE THE@TER SOLO COLLECTION Vol.02                                 | 我那覇響（沼倉愛美） | 「合言葉はスタートアップ！」 | ゲーム『アイドルマスター ミリオンライブ！』関連曲                                                   |
| 7月22日  | TVアニメ『SHOW BY ROCK!!』OST Plus                                                 | プラズマジカ | 「迷宮DESTINY 1st,session ver.」 「流星ドリームライン 1st,session ver.」 | テレビアニメ『SHOW BY ROCK!!』挿入歌                                                                |
| 7月22日  | TVアニメ「SHOW BY ROCK!!」 ゲーマーズCD全巻購入特典CD                              | プラズマジカ | 「Go Ahead!! Brand new Me」 | テレビアニメ『SHOW BY ROCK!!』関連曲                                                                |
| 8月26日  | SHOW BY ROCK!! BD 第3巻特装限定版 完全新作ソロプロジェクトCD3                      | レトリー（沼倉愛美） | 「Love net Lady」 | テレビアニメ『SHOW BY ROCK!!』関連曲                                                                |
| 8月26日  | SHOW BY ROCK!! BD 第3巻 きゃにめ.jp限定版特典                                      | レトリー（沼倉愛美） | 「Have a nice MUSIC!!」 「Joyfulness」 | テレビアニメ『SHOW BY ROCK!!』関連曲                                                                |
| 9月16日  | Blue Destiny                                                                       | Trident | 「Blue Destiny」 「Blue Rain」 | 劇場アニメ『劇場版 蒼き鋼のアルペジオ -アルス・ノヴァ- Cadenza』関連曲                              |
| 9月16日  | Blue Destiny                                                                       | タカオ（沼倉愛美）、イオナ（渕上舞） | 「Blazing Nova」 | 劇場アニメ『劇場版 蒼き鋼のアルペジオ -アルス・ノヴァ- Cadenza』関連曲                              |
| 9月16日  | Blue Destiny                                                                       | ハルナ（山村響）、タカオ（沼倉愛美） | 「Nothing to fear」 | 劇場アニメ『劇場版 蒼き鋼のアルペジオ -アルス・ノヴァ- Cadenza』関連曲                              |
| 9月16日  | 蒼き鋼のアルペジオ -アルス・ノヴァ- Blue Field キャラクターSongs Vol.2             | タカオ（沼倉愛美）、ヒュウガ（藤田咲） | 「Ray of Hope」 | テレビアニメ『蒼き鋼のアルペジオ -アルス・ノヴァ-』関連曲                                           |
| 9月30日  | THE IDOLM@STER LIVE THE@TER DREAMERS 01 Dreaming!                                  | MILLION ALLSTARS | 「Welcome!!」 | ゲーム『アイドルマスター ミリオンライブ！』関連曲                                                   |
| 10月28日 | SHOW BY ROCK!! BD 第5巻 きゃにめ.jp限定版特典                                      | レトリー（沼倉愛美） | 「迷宮DESTINY」 「流星ドリームライン」 | テレビアニメ『SHOW BY ROCK!!』関連曲                                                                |
| 11月25日 | TVアニメ「SHOW BY ROCK!!」 Blu-ray ゲーマーズ全巻購入特典CD                        | プラズマジカ | 「ツバサメロディー」 | テレビアニメ『SHOW BY ROCK!!』関連曲                                                                |
| 12月23日 | THE IDOLM@STER LIVE THE@TER DREAMERS 04                                            | 秋月律子（若林直美）、篠宮可憐（近藤唯）、伊吹翼（Machico）、我那覇響（沼倉愛美）、エミリー スチュアート（郁原ゆう）、水瀬伊織（釘宮理恵）、高山紗代子（駒形友梨）、佐竹美奈子（大関英里）、天空橋朋花（小岩井ことり）、中谷育（原嶋あかり）                                        | 「Dreaming!」 | ゲーム『アイドルマスター ミリオンライブ！』関連曲                                                   |
| 12月23日 | THE IDOLM@STER LIVE THE@TER DREAMERS 04                                            | 伊吹翼（Machico）、我那覇響（沼倉愛美） | 「深層マーメイド」 | ゲーム『アイドルマスター ミリオンライブ！』関連曲                                                   |
| 12月29日 | Justability                                                                        | 千歳ハル（沼倉愛美）、熊谷絵里（瀬戸麻沙美）、竜王更紗（渕上舞） | 「Justability」 | 『音楽少女』関連曲                                                                                  |
| 12月29日 | Justability                                                                        | 千歳ハル（沼倉愛美） | 「The Sixteen」 | 『音楽少女』関連曲                                                                                  |
| 2016年   |                                                                                    | | | |
| 2月17日  | BLUE                                                                               | Trident | 「BLUE」 「Blue Moon」 「ブルー・フィールド 〜Finale〜」 | テレビアニメ『蒼き鋼のアルペジオ -アルス・ノヴァ-』関連曲                                           |
| 2月17日  | BLUE                                                                               | イオナ（渕上舞）、タカオ（沼倉愛美） | 「アオノムコウ」 | テレビアニメ『蒼き鋼のアルペジオ -アルス・ノヴァ-』関連曲                                           |
| 2月17日  | BLUE                                                                               | タカオ（沼倉愛美）、ハルナ（山村響） | 「Fly」 | テレビアニメ『蒼き鋼のアルペジオ -アルス・ノヴァ-』関連曲                                           |
| 2月17日  | BLUE                                                                               | タカオ（沼倉愛美） | 「またあした」 | テレビアニメ『蒼き鋼のアルペジオ -アルス・ノヴァ-』関連曲                                           |
| 2月17日  | THE IDOLM@STER MASTER ARTIST 3 FINALE Destiny                                      | 765PRO ALLSTARS | 「Destiny（M@STER VERSION）」 | ゲーム『アイドルマスター ワンフォーオール』関連曲                                                   |
| 2月24日  | LoSe±CoNtRoL                                                                       | 七転福音（福沙奈恵） 、クラリオン（沼倉愛美） | 「LoSe±CoNtRoL」 | テレビアニメ『紅殻のパンドラ』エンディングテーマ                                                    |
| 2月24日  | LoSe±CoNtRoL                                                                       | クラリオン（沼倉愛美） | 「LoSe±CoNtRoL:Stateful Inspection」 | テレビアニメ『紅殻のパンドラ』関連曲                                                                |
| 2月24日  | QUESTION                                                                           | 3年E組ヌル担 | 「3年E組 ヌルヌル音頭」 | ゲーム『暗殺教室 アサシン育成計画!!』主題歌                                                         |
| 3月16日  | ランス・アンド・マスクス BD・DVD第4巻特典CD                                        | 朱藤依子（沼倉愛美） | 「希望のWaltz」 | テレビアニメ『ランス・アンド・マスクス』関連曲                                                      |
| 4月6日   | TVアニメ「紅殻のパンドラ」パンドラジオCD                                           | 七転福音（福沙奈恵） 、クラリオン（沼倉愛美） | 「Direct⇄LiNK」 | テレビアニメ『紅殻のパンドラ』関連曲                                                                |
| 5月18日  | 青春はOn-Going!                                                                    | プラズマジカ | 「青春はOn-Going!」 「ラブリー☆チューニング」 | テレビアニメ『SHOW BY ROCK!!』関連曲                                                                |
| 7月20日  | THE IDOLM@STER PLATINUM MASTER 00 Happy!                                           | 天海春香（中村繪里子）、如月千早（今井麻美）、萩原雪歩（浅倉杏美）、水瀬伊織（釘宮理恵）、三浦あずさ（たかはし智秋）、我那覇響（沼倉愛美）、秋月律子（若林直美） | 「Happy!（M@STER VERSION）」 | ゲーム『アイドルマスター プラチナスターズ』テーマソング                                             |
| 8月12日  | プラズマジカル☆ミュージカル                                                        | プラズマジカ | 「プラズマジカル☆ミュージカル」 | テレビアニメ『SHOW BY ROCK!!』関連曲                                                                |
| 8月24日  | ドレミファPARTY                                                                    | プラズマジカ | 「ドレミファPARTY」 | テレビアニメ『SHOW BY ROCK!!しょ〜と!!』主題歌                                                      |
| 8月24日  | ドレミファPARTY                                                                    | プラズマジカ | 「Are You Studying?」 | テレビアニメ『SHOW BY ROCK!!しょ〜と!!』関連曲                                                      |
| 9月21日  | THE IDOLM@STER PLATINUM MASTER 02 僕たちのResistance                               | 星井美希（長谷川明子）、如月千早（今井麻美）、高槻やよい（仁後真耶子）、我那覇響（沼倉愛美） | 「僕たちのResistance (M@STER VERSION)」 | ゲーム『アイドルマスター プラチナスターズ』関連曲                                                   |
| 9月21日  | THE IDOLM@STER PLATINUM MASTER 02 僕たちのResistance                               | 星井美希（長谷川明子）、我那覇響（沼倉愛美）、四条貴音（原由実） | 「インセインゲーム」 | ゲーム『アイドルマスター プラチナスターズ』関連曲                                                   |
| 9月28日  | 暗殺教室 ベストアルバム 〜Music Memories〜                                         | 3年E組 | 「旅立ちのうた」 | テレビアニメ『暗殺教室』挿入歌                                                                      |
| 10月5日  | My Song is YOU !!                                                                  | プラズマジカ | 「My Song is YOU !!」 | テレビアニメ『SHOW BY ROCK!!#』エンディングテーマ                                                   |
| 10月5日  | My Song is YOU !!                                                                  | プラズマジカ | 「Hazy Twinkle」 | テレビアニメ『SHOW BY ROCK!!#』関連曲                                                               |
| 10月12日 | ハートをRock!!                                                                     | プラズマジカ | 「ハートをRock!!」 | テレビアニメ『SHOW BY ROCK!!#』オープニングテーマ                                                   |
| 10月12日 | ハートをRock!!                                                                     | プラズマジカ | 「確かめたくて」 | テレビアニメ『SHOW BY ROCK!!#』関連曲                                                               |
| 11月9日  | TVアニメ「SHOW BY ROCK!!#」 きゃにめ.jp CD前半4タイトル購入特典CD                  | レトリー（沼倉愛美） | 「青春はOn-Going!」 「ラブリー☆チューニング」 | テレビアニメ『SHOW BY ROCK!!#』関連曲                                                               |
| 11月23日 | Musica Magica                                                                      | リップル（沼倉愛美）、トップスピード（内山夕実） | 「DESTRUCTION」 | テレビアニメ『魔法少女育成計画』関連曲                                                              |
| 11月30日 | プラズマism/絆エターナル                                                           | プラズマジカ | 「プラズマism」 「絆エターナル」 | テレビアニメ『SHOW BY ROCK!!#』挿入歌                                                               |
| 12月21日 | My Resolution〜未来への絆〜                                                        | プラズマジカ | 「My Resolution〜未来への絆〜」 「流星ドリームライン ballade version」 | テレビアニメ『SHOW BY ROCK!!#』挿入歌                                                               |
| 12月23日 | ハナヤマタ Blu-ray&CD Shall We Box「晴鳴五子路」                                   | チーム“ハナヤマタ” | 「花ハ踊レヤいろはにほ」 「Dream Jump!!」 「ヨロコビ・シンクロニシティ」 「花雪 Team.ハナヤマタ ver.」                                                                      | テレビアニメ『ハナヤマタ』関連曲                                                                    |
| 12月23日 | ハナヤマタ Blu-ray&CD Shall We Box「晴鳴五子路」                                   | 常盤真智（沼倉愛美） | 「make a friendship」 | テレビアニメ『ハナヤマタ』関連曲                                                                    |
| 12月28日 | SHOW BY ROCK!!# BD 第1巻 きゃにめ.jp限定版特典                                     | レトリー（沼倉愛美） | 「ハートをRock!!」 | テレビアニメ『SHOW BY ROCK!!#』関連曲                                                               |
| 2017年   |                                                                                    | | | |
| 1月7日   | ＊＊＊＊                                                                           | プラズマジカ | 「＊＊＊＊」 | リアル脱出ゲーム『ぴゅ〜るランド最大の危機からの脱出！』主題歌                                      |
| 1月18日  | TVアニメ『SHOW BY ROCK!!』OST Plus 2                                               | プラズマジカ | 「プラズマism（チュチュ ver. TV edit.）」 | テレビアニメ『SHOW BY ROCK!!#』関連曲                                                               |
| 1月18日  | TVアニメ『SHOW BY ROCK!!』OST Plus 2                                               | プラズマジカ、シンガンクリムゾンズ［クロウ（谷山紀章）］、トライクロニカ［シュウ☆ゾー（宮野真守）］、クリティクリスタ［ロージア（日高里菜）］、徒然なる操り霧幻庵［ダル太夫（潘めぐみ）］                                                                                           | 「My Resolution〜未来への絆〜（TV Special edit.）」 | テレビアニメ『SHOW BY ROCK!!#』関連曲                                                               |
| 1月18日  | TVアニメ「SHOW BY ROCK!!#」 ゲーマーズCD全巻購入特典CD                             | プラズマジカ | 「未来サーチライト」 | テレビアニメ『SHOW BY ROCK!!#』関連曲                                                               |
| 2月22日  | SHOW BY ROCK!!# BD 第3巻 きゃにめ.jp限定版特典                                     | レトリー（沼倉愛美） | 「My Song is YOU!!」 「Hazy Twinkle」 | テレビアニメ『SHOW BY ROCK!!#』関連曲                                                               |
| 3月29日  | THE IDOLM@STER PLATINUM MASTER ENCORE 紅白応援V                                    | 765PRO ALLSTARS | 「紅白応援V」 「チェリー -PRODUCER MEETING 2017 MIX-」 「団結2010 -PRODUCER MEETING 2017 MIX-」                                                                             | イベント『THE IDOLM@STER PRODUCER MEETING 2017 765PRO ALLSTARS -Fun to the new vision!!-』関連曲    |
| 3月29日  | THE IDOLM@STER PLATINUM MASTER ENCORE 紅白応援V                                    | 我那覇響（沼倉愛美）、星井美希（長谷川明子） | 「紅白応援V 響×美希 Ver.」 | イベント『THE IDOLM@STER PRODUCER MEETING 2017 765PRO ALLSTARS -Fun to the new vision!!-』関連曲    |
| 4月19日  | SHOW BY ROCK!!# BD 第5巻 きゃにめ.jp限定版特典                                     | レトリー（沼倉愛美） | 「プラズマism」 「絆エターナル」 | テレビアニメ『SHOW BY ROCK!!#』関連曲                                                               |
| 5月17日  | TVアニメ「SHOW BY ROCK!!#」 Blu-ray ゲーマーズ全巻購入特典CD                       | プラズマジカ | 「スターライト・メモリーズ」 | テレビアニメ『SHOW BY ROCK!!#』関連曲                                                               |
| 5月17日  | TVアニメ「SHOW BY ROCK!!#」 Blu-ray Amazon.co.jp全巻購入特典CD                     | プラズマジカ | 「Heartful Session」 | テレビアニメ『SHOW BY ROCK!!#』関連曲                                                               |
| 7月26日  | THE IDOLM@STER MILLION THE@TER GENERATION 01 Brand New Theater!                    | 765 MILLION ALLSTARS | 「Brand New Theater!」 | ゲーム『アイドルマスター ミリオンライブ! シアターデイズ』テーマソング                               |
| 7月26日  | THE IDOLM@STER MILLION THE@TER GENERATION 01 Brand New Theater!                    | 765 MILLION ALLSTARS | 「Dreaming!」 | ゲーム『アイドルマスター ミリオンライブ！ シアターデイズ』関連曲                                    |
| 9月27日  | Blue Horizon                                                                       | Trident | 「Blue Horizon」 | パチスロ『蒼き鋼のアルペジオ -アルス・ノヴァ-』挿入歌                                               |
| 10月7日  | THE IDOLM@STER 765 MILLIONSTARS HOTCHPOTCH FESTIV@L!! Happy!でSHOW!                | 我那覇響（沼倉愛美） | 「Happy!（M@STER VERSION）」 | ゲーム『アイドルマスター プラチナスターズ』関連曲                                                   |
| 10月18日 | THE IDOLM@STER MASTER PRIMAL DANCIN' BLUE                                          | 高槻やよい（仁後真耶子）、菊地真（平田宏美）、双海亜美 / 真美（下田麻美）、我那覇響（沼倉愛美） | 「Light Year Song」 | 『アイドルマスター』関連曲                                                                          |
| 10月18日 | THE IDOLM@STER MASTER PRIMAL DANCIN' BLUE                                          | 菊地真（平田宏美）、我那覇響（沼倉愛美） | 「ブルウ・スタア」 | 『アイドルマスター』関連曲                                                                          |
| 12月13日 | 此花亭の四季                                                                       | 此花亭仲居の会 | 「春ウララ、君ト咲キ誇ル」 | テレビアニメ『このはな綺譚』エンディングテーマ                                                      |
| 12月13日 | 此花亭の四季                                                                       | 櫻（加隈亜衣）、桐（沼倉愛美） | 「茜空、君舞フ紅葉ノ散歩道」 | テレビアニメ『このはな綺譚』エンディングテーマ                                                      |
| 12月22日 | THE IDOLM@STER STELLA MASTER 00 ToP!!!!!!!!!!!!!                                   | 765PRO ALLSTARS | 「ToP!!!!!!!!!!!!! (M＠STER VERSION)」 | ゲーム『アイドルマスター ステラステージ』テーマソング                                               |
| 2018年   |                                                                                    | | | |
| 1月5日   | THE IDOLM@STER ニューイヤーライブ!! 初星宴舞 会場オリジナルCD                      | 我那覇響（沼倉愛美） | 「インセインゲーム」 | ゲーム『アイドルマスター ワンフォーオール』関連曲                                                   |
| 1月5日   | THE IDOLM@STER ニューイヤーライブ!! 初星宴舞 会場オリジナルCD                      | 天海春香（中村繪里子）、菊地真（平田宏美）、我那覇響（沼倉愛美） | 「キミ＊チャンネル（M@STER VERSION）」 | ゲーム『アイドルマスター ワンフォーオール』関連曲                                                   |
| 1月5日   | THE IDOLM@STER LIVE THE@TER SOLO COLLECTION 05 765PRO ALLSTARS                     | 我那覇響（沼倉愛美） | 「深層マーメイド」 | ゲーム『アイドルマスター ミリオンライブ！』関連曲                                                   |
| 1月26日  | 妹さえいればいい。Blu-rayBOX上巻 特典キャラクターソングCD                          | 大野アシュリー（沼倉愛美） | 「第六感のミストレス」 | テレビアニメ『妹さえいればいい。』エンディングテーマ                                                |
| 1月31日  | THE IDOLM@STER MILLION THE@TER GENERATION 04 プリンセススターズ                    | プリンセススターズ | 「Brand New Theater!」 | ゲーム『アイドルマスター ミリオンライブ！ シアターデイズ』関連曲                                    |
| 2月7日   | THE IDOLM@STER STELLA MASTER 01 Vertex Meister                                     | 如月千早（今井麻美）、秋月律子（若林直美）、菊地真（平田宏美）、四条貴音（原由実）、我那覇響（沼倉愛美） | 「Vertex Meister（M@STER VERSION）」 | ゲーム『アイドルマスター ステラステージ』関連曲                                                     |
| 2月28日  | Wonderland Wars Cast Song                                                          | 火遠理（梶裕貴）、オト（沼倉愛美） | 「碧き尊き」 | ゲーム『Wonderland Wars』関連曲                                                                     |
| 3月14日  | スロウスタート キャラクターソングアルバム「Step by Step」                          | 榎並清瀬（沼倉愛美） | 「シュガー＆シュガーレス」 | テレビアニメ『スロウスタート』関連曲                                                                |
| 4月4日   | THE IDOLM@STER MILLION LIVE! M@STER SPARKLE 08                                     | 765 MILLION ALLSTARS | 「Brand New Theater!」 | ゲーム『アイドルマスター ミリオンライブ！ シアターデイズ』関連曲                                    |
| 6月6日   | ON STAGE LIFE                                                                      | 音楽少女 | 「ON STAGE LIFE」 | テレビアニメ『音楽少女』挿入歌                                                                      |
| 6月6日   | ON STAGE LIFE                                                                      | 音楽少女 | 「ON STAGE LIFE (Taishi ReMix)」 | テレビアニメ『音楽少女』関連曲                                                                      |
| 6月13日  | THE IDOLM@STER STELLA MASTER ENCORE shy→shining                                    | 765PRO ALLSTARS | 「shy→shining（M@STER VERSION）」 | ゲーム『アイドルマスター ステラステージ』関連曲                                                     |
| 6月13日  | THE IDOLM@STER STELLA MASTER ENCORE shy→shining                                    | 我那覇響（沼倉愛美） | 「shy→shining（M@STER VERSION）」 | ゲーム『アイドルマスター ステラステージ』関連曲                                                     |
| 6月20日  | Magical Halloween6 Original Soundtrack                                             | アリス・ウィッシュハート（堀江由衣）、銅鑼木由良（高田憂希）、犬上碧（沼倉愛美）、フランシス・都留岐（早見沙織） | 「まじかる☆パーティー」 | パチスロ『マジカルハロウィン6』関連曲                                                               |
| 6月27日  | スロウスタート BD・DVD第4巻特典CD                                                  | 十倉栄依子（嶺内ともみ）、榎並清瀬（沼倉愛美） | 「スープにスパイス」 | テレビアニメ『スロウスタート』関連曲                                                                |
| 7月18日  | terzetto rhapsody                                                                  | H☆E☆S | 「terzetto rhapsody」 | テレビアニメ『音楽少女』挿入歌                                                                      |
| 7月18日  | terzetto rhapsody                                                                  | H☆E☆S | 「terzetto rhapsody（Taishi ReMix）」 | テレビアニメ『音楽少女』関連曲                                                                      |
| 7月25日  | お願いマーガレット                                                                 | 音楽少女 | 「お願いマーガレット」 | テレビアニメ『音楽少女』挿入歌                                                                      |
| 8月4日   | 「THE IDOLM@STER PRODUCER MEETING 2018 What is TOP!!!!!!!!!!!!!?」会場オリジナルCD | 我那覇響（沼倉愛美） | 「Vertex Meister（M@STER VERSION）」 | ゲーム『アイドルマスター ステラステージ』関連曲                                                     |
| 8月8日   | シャイニング・ピース                                                               | 音楽少女 | 「シャイニング・ピース」 | テレビアニメ『音楽少女』エンディングテーマ                                                          |
| 8月8日   | シャイニング・ピース                                                               | 音楽少女 | 「シャイニング・ピース (Taishi ReMix)」 | テレビアニメ『音楽少女』関連曲                                                                      |
| 8月29日  | Let's sing!!                                                                       | H☆E☆S | 「Let's sing!!」 | テレビアニメ『音楽少女』挿入歌                                                                      |
| 8月29日  | Let's sing!!                                                                       | 千歳ハル（沼倉愛美） | 「Hope in the Song」 | テレビアニメ『音楽少女』関連曲                                                                      |
| 8月29日  | THE IDOLM@STER MILLION THE@TER GENERATION 11 UNION!!                               | 765 MILLION ALLSTARS | 「UNION!!」 「Welcome!!」 | ゲーム『アイドルマスター ミリオンライブ！ シアターデイズ』関連曲                                    |
| 9月25日  | アリス・ギア・アイギス オリジナルサウンドトラック                                  | 比良坂 夜露（沼倉愛美）、兼志谷 シタラ（内田真礼）、百科 文嘉（石川由依） | 「Over the Future」 | ゲーム『アリス・ギア・アイギス』オープニングテーマ                                                  |
| 9月25日  | アリス・ギア・アイギス オリジナルサウンドトラック                                  | 比良坂 夜露（沼倉愛美）、兼志谷 シタラ（内田真礼）、百科 文嘉（石川由依） | 「Over the Future -Another take-」 | ゲーム『アリス・ギア・アイギス』関連曲                                                              |
| 9月26日  | シャイニング・ピーシーズ                                                           | 音楽少女 | 「シャイニング・ピース」 | テレビアニメ『音楽少女』挿入歌                                                                      |
| 9月26日  | シャイニング・ピーシーズ                                                           | 千歳ハル（沼倉愛美） | 「シャイニング・ピース」 | テレビアニメ『音楽少女』関連曲                                                                      |
| 9月28日  | 「PHANTASY STAR ONLINE 2」キャラクターソングCD〜Song Festival〜IV                  | オークゥ＝ミラー（沼倉愛美） | 「普遍数のlogic」 | ゲーム『ファンタシースターオンライン2』関連曲                                                       |
| 9月28日  | 「PHANTASY STAR ONLINE 2」キャラクターソングCD〜Song Festival〜IV                  | オークゥ＝ミラー（沼倉愛美）、フル＝ジャニース＝ラスヴィッツ（小倉唯） | 「エキセントリック・パーフェクト」 | ゲーム『ファンタシースターオンライン2』関連曲                                                       |
| 9月28日  | 「PHANTASY STAR ONLINE 2」キャラクターソングCD〜Song Festival〜IV                  | マザー（佐藤利奈）、オークゥ＝ミラー（沼倉愛美）、フル＝ジャニース＝ラスヴィッツ（小倉唯）、ファレグ＝アイヴズ（皆口裕子） | 「Fly me to the moon」 | ゲーム『ファンタシースターオンライン2』関連曲                                                       |
| 10月24日 | スパッと！スパイ&スパイス／Hide & Seek                                             | ツキカゲ | 「スパッと！スパイ&スパイス」 | テレビアニメ『RELEASE THE SPYCE』オープニングテーマ                                                 |
| 10月24日 | スパッと！スパイ&スパイス／Hide & Seek                                             | ツキカゲ | 「Hide & Seek」 | テレビアニメ『RELEASE THE SPYCE』エンディングテーマ                                                 |
| 10月24日 | ウザウザ☆わおーっす！                                                              | 高梨ミーシャ（白石晴香）、鴨居つばめ（沼倉愛美） | 「ウザウザ☆わおーっす！」 | テレビアニメ『うちのメイドがウザすぎる！』オープニングテーマ                                        |
| 10月24日 | ときめき☆くらいまっくす                                                            | 鴨居つばめ（沼倉愛美）、高梨ミーシャ（白石晴香） | 「ときめき☆くらいまっくす」 | テレビアニメ『うちのメイドがウザすぎる！』エンディングテーマ                                        |
| 11月7日  | RELEASE THE SPYCE キャラクターソングCD モモ＆雪                                    | 半蔵門雪（沼倉愛美） | 「心はきっと」 | テレビアニメ『RELEASE THE SPYCE』関連曲                                                             |
| 11月7日  | RELEASE THE SPYCE キャラクターソングCD モモ＆雪                                    | 源モモ（安齋由香里）、半蔵門雪（沼倉愛美） | 「スパッと！スパイ&スパイス」 | テレビアニメ『RELEASE THE SPYCE』関連曲                                                             |
| 11月28日 | プリンセスコネクト！Re:Dive PRICONNE CHARACTER SONG 06                             | タマキ（沼倉愛美）、ミフユ（田所あずさ）、アキノ（松嵜麗）、ユカリ（今井麻美） | 「キンキラ☆ハピネス！」 | ゲーム『プリンセスコネクト！Re:Dive』挿入歌                                                         |
| 2019年   |                                                                                    | | | |
| 1月9日   | THE IDOLM@STER 初星-mix                                                            | 765PRO ALLSTARS | 「THE IDOLM@STER 初星-mix」 | ライブイベント『THE IDOLM@STER ニューイヤーライブ!! 初星宴舞』関連曲                                |
| 1月30日  | THE IDOLM@STER ニューイヤーライブ!! 初星宴舞 LIVE Blu-ray 絢爛装丁版 特典CD        | 765PRO ALLSTARS | 「THE IDOLM@STER 初星-mix ロングイントロver.」 | ライブイベント『THE IDOLM@STER ニューイヤーライブ!! 初星宴舞』関連曲                                |
| 2月27日  | うちのメイドがウザすぎる！ BD・DVD第2巻特典CD                                      | 鴨居つばめ（沼倉愛美）、鵜飼みどり（M・A・O） | 「愛ヲ唄エバ」 | テレビアニメ『うちのメイドがウザすぎる！』関連曲                                                    |
| 5月29日  | トリカゴ スクラップマーチ キャラクターソング UNIT4 「苦伝『鳥籠枯れすゝき』」      | 流浪忍道 | 「苦伝『鳥籠枯れすゝき』」 | ゲーム『トリカゴ スクラップマーチ』関連曲                                                           |
| 6月19日  | P SHOW BY ROCK!! CD                                                                | プラズマジカ | 「NEVER ENDING DREAM」 | パチンコ『P SHOW BY ROCK!!』関連曲                                                                  |
| 6月19日  | P SHOW BY ROCK!! CD きゃにめ特典CD                                                 | レトリー（沼倉愛美） | 「NEVER ENDING DREAM」 | パチンコ『P SHOW BY ROCK!!』関連曲                                                                  |
| 6月26日  | THE IDOLM@STER MILLION THE@TER GENERATION 18 765PRO ALLSTARS                       | 765PRO ALLSTARS | 「LEADER!!」 「Brand New Theater!」 | ゲーム『アイドルマスター ミリオンライブ！ シアターデイズ』関連曲                                    |
| 7月24日  | THE IDOLM@STER MILLION THE@TER WAVE 01 Flyers!!!                                   | 765 MILLION ALLSTARS | 「Flyers!!!」 | ゲーム『アイドルマスター ミリオンライブ！ シアターデイズ』関連曲                                    |
| 8月21日  | TVアニメ「SHOW BY ROCK!!」COMPLETE Blu-ray BOX きゃにめ特典CD                      | レトリー（沼倉愛美） | 「ドレミファPARTY」 | テレビアニメ『SHOW BY ROCK!!しょ〜と!!』主題歌                                                      |
| 10月30日 | THE IDOLM@STER THE@TER CHALLENGE 01                                                | 箱崎星梨花（麻倉もも）、周防桃子（渡部恵子）、徳川まつり（諏訪彩花）、我那覇響（沼倉愛美）、永吉昴（斉藤佑圭） | 「Girl meets Wonder」 「DIAMOND DAYS」 | ゲーム『アイドルマスター ミリオンライブ！ シアターデイズ』関連曲                                    |
| 12月12日 | 新サクラ大戦 初回限定版特典CD「歴代歌謡集」                                        | 天宮さくら（佐倉綾音）、東雲初穂（内田真礼）、望月あざみ（山村響）、アナスタシア・パルマ（福原綾香）、クラリス（早見沙織）、ホワン・ユイ（上坂すみれ）、ランスロット（沼倉愛美）、エリス（水樹奈々）                                                                                | 「新たなる」 | ゲーム『新サクラ大戦』エンディングテーマ                                                            |
| 12月12日 | 新サクラ大戦 初回限定版特典CD「歴代歌謡集」                                        | ランスロット（沼倉愛美） | 「円卓の騎士」 | ゲーム『新サクラ大戦』関連曲                                                                        |
| 2020年   |                                                                                    | | | |
| 5月27日  | 桜夢見し                                                                           | 帝国歌劇団・花組、エリス（水樹奈々）、ランスロット（沼倉愛美）、ホワン・ユイ（上坂すみれ） | 「桜夢見し」 | テレビアニメ『新サクラ大戦 the Animation』エンディングテーマ                                        |
| 7月14日  | Picture Re:Cord Project♪ 2nd season 〜Chant Collection〜                           | 野薔薇姫（沼倉愛美）、支倉刀子（今井麻美）、小鳥遊自由（長妻樹里） | 「赤誠の薔薇を讃えて」 | ゲーム『グリモアA〜私立グリモワール魔法学園〜』関連曲                                               |
| 8月26日  | Character Songs Collection 「ECHOES」                                              | AN-94（沼倉愛美） | 「Клятва」 | ゲーム『ドールズフロントライン』関連曲                                                              |
| 8月26日  | THE IDOLM@STER MILLION THE@TER WAVE 10 Glow Map                                    | 765 MILLION ALLSTARS | 「Glow Map」 | ゲーム『アイドルマスター ミリオンライブ！ シアターデイズ』関連曲                                    |
| 10月28日 | THE IDOLM@STER MILLION THE@TER WAVE 12 ダイヤモンドダイバー◇                       | ダイヤモンドダイバー◇ | 「Deep,Deep Blue」 「VIVA☆アクアリズム」 | ゲーム『アイドルマスター ミリオンライブ！ シアターデイズ』関連曲                                    |
| 11月9日  | 【白猫プロジェクト】Going Star 〜輝けロッキンガールズ〜                            | 全力乙女組 | 「Going Star」 | ゲーム『白猫プロジェクト』関連曲                                                                    |
| 11月9日  | 【白猫プロジェクト】Going Star 〜輝けロッキンガールズ〜                            | トワ（沼倉愛美） | 「Going Star (Towa ver.)」 | ゲーム『白猫プロジェクト』関連曲                                                                    |
| 11月11日 | THE IDOLM@STER MASTER ARTIST 4 05 我那覇響                                         | 我那覇響（沼倉愛美） | 「HUG」 「海の声」 「ECHO」 「マジで…!?」 「New Me, Continued」 | 『アイドルマスター』関連曲                                                                          |
| 2021年   |                                                                                    | | | |
| 1月8日   | 劇場版 SHIROBAKO BD特典CD                                                          | 宮森あおい（木村珠莉）、ミムジー&ロロ（木村珠莉）、チャッキー（宮田幸季）、ありあ（金元寿子）、ルーシー（千菅春香）、タチアナ（山岡ゆり）、クリス（米澤円）、エリーゼ（木村珠莉）、ノア（沼倉愛美）、キャサリン（伊藤静）、あかね（中原麻衣）、あや（伊藤静）、あるぴん（茅野愛衣） | 「アニメーションをつくりましょう」 | 劇場アニメ『劇場版 SHIROBAKO』挿入歌                                                                |
| 1月20日  | ドレミファSTARS!!/星空ライトストーリー                                             | プラズマジカ、Mashumairesh! | 「ドレミファSTARS!!」 | テレビアニメ『SHOW BY ROCK!! STARS!!』オープニングテーマ                                            |
| 2月17日  | TVアニメ「SHOW BY ROCK!!STARS!!」挿入歌ミニアルバム Vol.1                          | プラズマジカ | 「Do!It!Happy大冒険！」 | テレビアニメ『SHOW BY ROCK!! STARS!!』挿入歌                                                        |
| 2月24日  | 刀使ノ巫女 刻みし一閃の燈火 BD・DVD特典CD                                          | 安桜美炎（茜屋日海夏）、瀬戸内智恵（石原夏織）、七之里呼吹（五十嵐裕美）、六角清香（藤田茜）、木寅ミルヤ（沼倉愛美）、山城由依（上坂すみれ） | 「blurry shadow」 | OVA『刀使ノ巫女 刻みし一閃の燈火』主題歌                                                            |
| 3月17日  | SHOW BY ROCK!! STARS!! BD第1巻 きゃにめ特典CD                                      | プラズマジカ | 「ドレミファSTARS!!」 | テレビアニメ『SHOW BY ROCK!! STARS!!』関連曲                                                        |
| 4月7日   | TVアニメ「SHOW BY ROCK!!STARS!!」挿入歌ミニアルバム Vol.2                          | プラズマジカ、Mashumairesh! | 「ランナーズハイ!!」 | テレビアニメ『SHOW BY ROCK!! STARS!!』挿入歌                                                        |
| 4月21日  | SHOW BY ROCK!! BEST Vol.4                                                          | プラズマジカ | 「未来ウォンテッド」 | ゲーム『SHOW BY ROCK!! Fes A Live』関連曲                                                           |
| 5月19日  | SHOW BY ROCK!! STARS!! BD第2巻 きゃにめ特典CD                                      | レトリー（沼倉愛美） | 「Do!It!Happy大冒険！」 | テレビアニメ『SHOW BY ROCK!! STARS!!』関連曲                                                        |
| 7月21日  | SHOW BY ROCK!! STARS!! BD第4巻 きゃにめ特典CD                                      | プラズマジカ | 「ランナーズハイ!!」 | テレビアニメ『SHOW BY ROCK!! STARS!!』関連曲                                                        |
| 7月28日  | THE IDOLM@STER MILLION THE@TER SEASON Harmony 4 You                                | 765 MILLION ALLSTARS | 「Harmony 4 You」 | ゲーム『アイドルマスター ミリオンライブ！ シアターデイズ』関連曲                                    |
| 7月28日  | THE IDOLM@STER MILLION THE@TER SEASON Harmony 4 You                                | 765PRO ALLSTARS | 「EVERYDAY STARS!!」 | ゲーム『アイドルマスター ミリオンライブ！ シアターデイズ』関連曲                                    |
| 10月6日  | THE IDOLM@STER STARLIT SEASON 00 GR@TITUDE                                         | Project LUMINOUS | 「GR@TITUDE」 | ゲーム『アイドルマスター スターリットシーズン』テーマソング                                         |
| 10月6日  | THE IDOLM@STER STARLIT SEASON 00 GR@TITUDE 日本コロムビア盤                        | 765PRO ALLSTARS | 「GR@TITUDE」 | ゲーム『アイドルマスター スターリットシーズン』テーマソング                                         |
| 11月18日 | ボクらの音色                                                                       | プラズマジカ | 「ボクらの音色」 | ゲーム『SHOW BY ROCK!! Fes A Live』関連曲                                                           |
| 12月1日  | THE IDOLM@STER STARLIT SEASON 01                                                   | Project LUMINOUS | 「THE IDOLM@STER」 | ゲーム『アイドルマスター スターリットシーズン』関連曲                                               |
| 12月1日  | THE IDOLM@STER STARLIT SEASON 01                                                   | 765PRO ALLSTARS、MILLIONSTARS | 「Thank you!」 | ゲーム『アイドルマスター スターリットシーズン』関連曲                                               |
| 12月1日  | THE IDOLM@STER STARLIT SEASON 01                                                   | 765PRO ALLSTARS、シャイニーカラーズ | 「Spread the Wings!!」 | ゲーム『アイドルマスター スターリットシーズン』関連曲                                               |
| 12月1日  | THE IDOLM@STER STARLIT SEASON 01                                                   | 天海春香（中村繪里子）、水瀬伊織（釘宮理恵）、菊地真（平田宏美）、我那覇響（沼倉愛美）、安部菜々（三宅麻理恵）、双葉杏（五十嵐裕美）、春日未来（山崎はるか）、大崎甘奈（黒木ほの香）、大崎甜花（前川涼子）、奥空心白（田中あいみ）                                                  | 「SESSION!」 | ゲーム『アイドルマスター スターリットシーズン』関連曲                                               |
| 12月22日 | ドラマレコード「時代劇だよ！アリス・ギア・アイギス」限定版特典CDシングル           | 比良坂夜露（沼倉愛美） | 「Over the Future -Dramatic-」 | ゲーム『アリス・ギア・アイギス』関連曲                                                              |
| 2022年   |                                                                                    | | | |
| 1月19日  | THE IDOLM@STER STARLIT SEASON 02                                                   | 765PRO ALLSTARS、シャイニーカラーズ | 「READY!!」 | ゲーム『アイドルマスター スターリットシーズン』関連曲                                               |
| 1月19日  | THE IDOLM@STER STARLIT SEASON 02                                                   | 765PRO ALLSTARS、CINDERELLA GIRLS、MILLIONSTARS | 「Brand New Theater!」 | ゲーム『アイドルマスター スターリットシーズン』関連曲                                               |
| 3月2日   | THE IDOLM@STER STARLIT SEASON 03                                                   | 765PRO ALLSTARS、MILLIONSTARS | 「UNION!!」 | ゲーム『アイドルマスター スターリットシーズン』関連曲                                               |
| 3月16日  | THE IDOLM@STER MILLION THE@TER VARIETY 01                                          | 中谷育（原嶋あかり）、我那覇響（沼倉愛美）、佐竹美奈子（大関英里）、篠宮可憐（近藤唯）、舞浜歩（戸田めぐみ） | 「ワールド・アスレチック・COOK-KING 〜勝者必食!?スポ食の秋〜」 「ワールド・アスレチック・COOK-KING 〜勝者必食!?スポ食の秋〜 シャッフルバージョン」                          | ゲーム『アイドルマスター ミリオンライブ！ シアターデイズ』関連曲                                    |
| 4月6日   | SHOW BY ROCK!! BEST Selection!!                                                    | プラズマジカ | 「SNOW LETTER」 | テレビアニメ『SHOW BY ROCK!!』関連曲                                                                |
| 4月13日  | THE IDOLM@STER STARLIT SEASON 04                                                   | 星井美希（長谷川明子）、四条貴音（原由実）、我那覇響（沼倉愛美）、DIAMANT | 「オーバーマスター（M@STER VERSION）」 | ゲーム『アイドルマスター スターリットシーズン』関連曲                                               |
| 4月13日  | THE IDOLM@STER STARLIT SEASON 04                                                   | 765PRO ALLSTARS | 「IDOL☆HEART」 | ゲーム『アイドルマスター スターリットシーズン』関連曲                                               |
| 4月13日  | THE IDOLM@STER STARLIT SEASON 04                                                   | 天海春香（中村繪里子）、水瀬伊織（釘宮理恵）、菊地真（平田宏美）、我那覇響（沼倉愛美）、安部菜々（三宅麻理恵）、双葉杏（五十嵐裕美）、春日未来（山崎はるか）、田中琴葉（種田梨沙）、大崎甘奈（黒木ほの香）、大崎甜花（前川涼子）、奥空心白（田中あいみ）、詩花（高橋李依）          | 「KAWAII ウォーズ」 | ゲーム『アイドルマスター スターリットシーズン』関連曲                                               |
| 4月13日  | THE IDOLM@STER STARLIT SEASON 04                                                   | Project LUMINOUS、DIAMANT | 「GR＠TITUDE」 | ゲーム『アイドルマスター スターリットシーズン』関連曲                                               |
| 4月13日  | THE IDOLM@STER STARLIT SEASON 04                                                   | 765PRO ALLSTARS、奥空心白（田中あいみ）、亜夜（日高里菜） | 「なんどでも笑おう」 | ゲーム『アイドルマスター スターリットシーズン』関連曲                                               |
| 4月13日  | THE IDOLM@STER STARLIT SEASON 04                                                   | 星井美希（長谷川明子）、四条貴音（原由実）、我那覇響（沼倉愛美） | 「お願い！シンデレラ（M@STER VERSION）」 | ゲーム『アイドルマスター スターリットシーズン』関連曲                                               |
| 4月27日  | ドラマCD「アリス・ギア・アイギス 〜水着にまつわるエトセトラ〜」                    | 比良坂夜露（沼倉愛美）、吾妻楓（安済知佳） | 「Over the Future -Dramatic-」 | ゲーム『アリス・ギア・アイギス』関連曲                                                              |
| 5月25日  | THE IDOLM@STER MILLION LIVE! M@STER SPARKLE2 07                                    | 我那覇響（沼倉愛美） | 「Super Funky Piece!!」 | ゲーム『アイドルマスター ミリオンライブ！ シアターデイズ』関連曲                                    |
| 7月9日   | THE IDOLM@STER LIVE THE@TER SOLO COLLECTION 10 765PRO ALLSTARS                     | 我那覇響（沼倉愛美） | 「Deep, Deep Blue」 | ゲーム『アイドルマスター ミリオンライブ！ シアターデイズ』関連曲                                    |
| 7月9日   | THE IDOLM@STER 765PRO ALLSTARS LIVE SUNRICH COLORFUL コロムビア会場オリジナルCD    | 我那覇響（沼倉愛美） | 「Light Year Song」 | 『アイドルマスター』関連曲                                                                          |
| 7月27日  | THE IDOLM@STER MILLION THE@TER SEASON 夢にかけるRainbow                            | 765 MILLION ALLSTARS | 「夢にかけるRainbow」 | ゲーム『アイドルマスター ミリオンライブ！ シアターデイズ』関連曲                                    |
| 7月27日  | THE IDOLM@STER MILLION THE@TER SEASON 夢にかけるRainbow                            | プリンセススターズ | 「夢にかけるRainbow」 | ゲーム『アイドルマスター ミリオンライブ！ シアターデイズ』関連曲                                    |
| 10月26日 | THE IDOLM@STER MILLION THE@TER SEASON SHADE OF SPADE                               | SHADE OF SPADE | 「ESPADA」 「Harmony 4 You」 | ゲーム『アイドルマスター ミリオンライブ！ シアターデイズ』関連曲                                    |
| 10月26日 | THE IDOLM@STER MILLION THE@TER SEASON SHADE OF SPADE                               | 白石紬（南早紀）、我那覇響（沼倉愛美）、豊川風花（末柄里恵）、野々原茜（小笠原早紀） | 「KING of SPADE」 | ゲーム『アイドルマスター ミリオンライブ！ シアターデイズ』関連曲                                    |
| 10月26日 | PHANTASY STAR ONLINE 2 キャラクターソングCD 〜Song Festival〜 BEST Vol.2           | オークゥ＝ミラー（沼倉愛美） | 「普遍数のlogic」 | ゲーム『ファンタシースターオンライン2』関連曲                                                       |
| 10月26日 | PHANTASY STAR ONLINE 2 キャラクターソングCD 〜Song Festival〜 BEST Vol.2           | オークゥ＝ミラー（沼倉愛美）、フル＝ジャニース＝ラスヴィッツ（小倉唯） | 「エキセントリック・パーフェクト」 | ゲーム『ファンタシースターオンライン2』関連曲                                                       |
| 10月26日 | PHANTASY STAR ONLINE 2 キャラクターソングCD 〜Song Festival〜 BEST Vol.2           | マザー（佐藤利奈）、オークゥ＝ミラー（沼倉愛美）、フル＝ジャニース＝ラスヴィッツ（小倉唯）、ファレグ＝アイヴズ（皆口裕子） | 「Fly me to the moon」 | ゲーム『ファンタシースターオンライン2』関連曲                                                       |
| 12月14日 | THE IDOLM@STER MILLION THE@TER VARIETY 02                                          | 765 MILLION ALLSTARS | 「Brand New Theater! 〜Brand New Year Ver.〜」 | ゲーム『アイドルマスター ミリオンライブ！ シアターデイズ』関連曲                                    |
| 2023年   |                                                                                    | | | |
| 2月11日  | THE IDOLM@STER M@STERS OF IDOL WORLD!!!!! 2023 なんどでも笑おう                    | 765PRO ALLSTARS | 「なんどでも笑おう」 | 「アイドルマスターシリーズ」関連曲                                                                  |
| 2月11日  | THE IDOLM@STER M@STERS OF IDOL WORLD!!!!! 2023 なんどでも笑おう                    | 我那覇響（沼倉愛美） | 「なんどでも笑おう」 | 「アイドルマスターシリーズ」関連曲                                                                  |
| 3月23日  | THE IDOLM@STER 765 MILLION ALLSTARS BEST                                           | 765 MILLION ALLSTARS | 「Thank You!（765 MILLION ALLSTARS ver.）」 「夢にかけるRainbow（Brand New Ver.）」 「Crossing!」                                                                           | ゲーム『アイドルマスター ミリオンライブ！ シアターデイズ』関連曲                                    |
| 3月31日  | 伝えずにはいられないや                                                             | プラズマジカ | 「伝えずにはいられないや」 | 『SHOW BY ROCK!!』関連曲                                                                            |
| 5月31日  | プリンセスコネクト！Re:Dive PRICONNE CHARACTER SONG 33                             | タマキ（沼倉愛美） | 「にゃんだフルスウィング」 | ゲーム『プリンセスコネクト！Re:Dive』挿入歌                                                         |
| 7月26日  | THE IDOLM@STER 765PRO LIVE THE@TER COLLECTION Vol.2                                | 765PRO ALLSTARS | 「Dreaming!」 「UNION!!」 「Flyers!!!」 「Glow Map」 「Harmony 4 You」 「夢にかけるRainbow」                                                                                | ゲーム『アイドルマスター ミリオンライブ！ シアターデイズ』関連曲                                    |
| 7月26日  | THE IDOLM@STER MILLION LIVE! グッドサイン                                          | 765 MILLION ALLSTARS | 「グッドサイン」 | ゲーム『アイドルマスター ミリオンライブ！ シアターデイズ』関連曲                                    |
| 7月26日  | THE IDOLM@STER MILLION LIVE! グッドサイン                                          | 765PRO ALLSTARS | 「グッドサイン」 | ゲーム『アイドルマスター ミリオンライブ！ シアターデイズ』関連曲                                    |
| 9月27日  | THE IDOLM@STER MILLION THE@TER VARIETY 04                                          | 我那覇響（沼倉愛美）、横山奈緒（渡部優衣）、高坂海美（上田麗奈）、真壁瑞希（阿部里果）、宮尾美也（桐谷蝶々） | 「夢みがちBride」 | ゲーム『アイドルマスター ミリオンライブ！ シアターデイズ』関連曲                                    |
| 11月29日 | 愛じゃなくちゃ/ココロふわり                                                        | 比良坂夜露（沼倉愛美）、兼志谷シタラ（内田真礼）、百科文嘉（石川由依） | 「ココロふわり」 | OVA『アリス・ギア・アイギス 〜ドキッ！アクトレスだらけのマーメイドグランプリ♡〜』エンディングテーマ |
| 2024年   |                                                                                    | | | |
| 3月20日  | THE IDOLM@STER MILLION THE@TER VARIETY 05                                          | 我那覇響（沼倉愛美） | 「夢みがちBride」 | ゲーム『アイドルマスター ミリオンライブ！ シアターデイズ』関連曲                                    |
| 7⽉31⽇  | THE IDOLM@STER MILLION LIVE! 7Days A Week!!                                        | 765 MILLION ALLSTARS | 「7Days A Week!!」 「DIAMOND DAYS」 | ゲーム『アイドルマスター ミリオンライブ！ シアターデイズ』関連曲                                    |
| 7⽉31⽇  | THE IDOLM@STER LIVE THE@TER SOLO COLLECTION 「DIAMOND DAYS」 765PRO ALLSTARS       | 我那覇響（沼倉愛美） | 「DIAMOND DAYS」 | ゲーム『アイドルマスター ミリオンライブ！ シアターデイズ』関連曲                                    |

### その他参加楽曲
| 発売日         | 商品名 | 歌                                         | 楽曲 | 備考                                                                                     |
| -------------- | --- | ------------------------------------------ | --- | ---------------------------------------------------------------------------------------- |
| 2009年3月25日  | THE IDOLM@STER RADIO 歌道場                                                                                            | 沼倉愛美                                   | 「ETERNAL WIND〜ほほえみは光る風の中〜」 | ラジオ『THE IDOLM@STER RADIO』関連曲                                                     |
| 2010年3月24日  | THE IDOLM@STER STATION!!! FIRST TRAVEL                                                                                 | 今井麻美、原由実、沼倉愛美                 | 「DEAD or ALIVE」 「はっぴぃ☆ほりっく」 | ラジオ『THE IDOLM@STER STATION!!!』関連曲                                                |
| 2010年3月24日  | THE IDOLM@STER STATION!!! FIRST TRAVEL                                                                                 | 沼倉愛美                                   | 「AVALON」 | ラジオ『THE IDOLM@STER STATION!!!』関連曲                                                |
| 2010年6月30日  | THE IDOLM@STER STATION!!! SECOND TRAVEL 〜Seaside Date〜                                                               | 沼倉愛美、今井麻美                         | 「夢色チェイサー」 「偶然の確率」 「3年目の浮気」 | ラジオ『THE IDOLM@STER STATION!!!』関連曲                                                |
| 2010年6月30日  | THE IDOLM@STER STATION!!! SECOND TRAVEL 〜Seaside Date〜                                                               | 沼倉愛美、原由実                           | 「Okey-dokey（ニュー・アレンジ）」 「天使のゆびきり」 | ラジオ『THE IDOLM@STER STATION!!!』関連曲                                                |
| 2010年6月30日  | THE IDOLM@STER STATION!!! SECOND TRAVEL 〜Seaside Date〜                                                               | 今井麻美、原由実、沼倉愛美                 | 「塊オンザウィングス」 「ガラガラヘビがやってくる」 「ルージュの伝言」 「一期一会」 「プラチナ」 「Alright!!」 「Sweet Soul Revue」 「アンパンマンのマーチ」 「勇気りんりん」 「桜坂」 「卒業」                                     | ラジオ『THE IDOLM@STER STATION!!!』関連曲                                                |
| 2010年6月30日  | THE IDOLM@STER STATION!!! SECOND TRAVEL 〜Seaside Date〜                                                               | 沼倉愛美                                   | 「あしたのジョー」 | ラジオ『THE IDOLM@STER STATION!!!』関連曲                                                |
| 2011年4月13日  | THE IDOLM@STER STATION!!! THIRD TRAVEL WANTED                                                                          | 今井麻美、沼倉愛美、原由実                 | 「風と丘のバラード」 「ジューンブライド 〜あなたしか見えない〜」 「青い珊瑚礁」 「オバケなんてないさ」 「もう恋なんてしない」 「Mr.Moonlight 〜愛のビッグバンド〜」 「嵐の中で輝いて」 「夢にエール! パティシエール♪」 「Traveler」 | ラジオ『THE IDOLM@STER STATION!!!』関連曲                                                |
| 2011年4月13日  | THE IDOLM@STER STATION!!! THIRD TRAVEL WANTED                                                                          | 沼倉愛美、原由実                           | 「ココロのちず」 | ラジオ『THE IDOLM@STER STATION!!!』関連曲                                                |
| 2011年4月13日  | THE IDOLM@STER STATION!!! THIRD TRAVEL WANTED                                                                          | 沼倉愛美                                   | 「語り継ぐこと」 「ZOO 〜愛をください〜」 | ラジオ『THE IDOLM@STER STATION!!!』関連曲                                                |
| 2011年4月13日  | THE IDOLM@STER STATION!!! THIRD TRAVEL WANTED                                                                          | 平田宏美、沼倉愛美                         | 「絶体絶命」 | ラジオ『THE IDOLM@STER STATION!!!』関連曲                                                |
| 2011年4月13日  | THE IDOLM@STER STATION!!! THIRD TRAVEL WANTED                                                                          | 今井麻美、原由実、沼倉愛美、下田麻美       | 「恋愛レボリューション21」 | ラジオ『THE IDOLM@STER STATION!!!』関連曲                                                |
| 2011年9月28日  | HEART AND SOUL -THE IDOLM@STER STATION!!!-                                                                             | 沼倉愛美                                   | 「It's ALRIGHT! 」 | ラジオ『THE IDOLM@STER STATION!!!』関連曲                                                |
| 2011年9月28日  | HEART AND SOUL -THE IDOLM@STER STATION!!!-                                                                             | 沼倉愛美、原由実、浅倉杏美                 | 「1, 2, 3」 | ラジオ『THE IDOLM@STER STATION!!!』関連曲                                                |
| 2012年2月29日  | THE IDOLM@STER STATION!!! Nouvelle Vague                                                                               | 沼倉愛美、原由実、浅倉杏美                 | 「HEART AND SOUL」 「風になる」 「夏のお嬢さん」 「見上げてごらん夜の星を」 「マル・マル・モリ・モリ!」 「大阪LOVER」 「恋人がサンタクロース」 「それが大事」 「にっぽん昔ばなし」 「陽のあたる坂道」                               | ラジオ『THE IDOLM@STER STATION!!!』関連曲                                                |
| 2012年2月29日  | THE IDOLM@STER STATION!!! Nouvelle Vague                                                                               | 沼倉愛美                                   | 「ジュリアに傷心」 「花火」 | ラジオ『THE IDOLM@STER STATION!!!』関連曲                                                |
| 2012年2月29日  | THE IDOLM@STER STATION!!! Nouvelle Vague                                                                               | 沼倉愛美、浅倉杏美                         | 「TRUE LOVE」 | ラジオ『THE IDOLM@STER STATION!!!』関連曲                                                |
| 2012年2月29日  | THE IDOLM@STER STATION!!! Nouvelle Vague                                                                               | 沼倉愛美、原由実                           | 「月光花」 「GLAMOROUS SKY」 | ラジオ『THE IDOLM@STER STATION!!!』関連曲                                                |
| 2012年2月29日  | THE IDOLM@STER STATION!!! Nouvelle Vague                                                                               | 沼倉愛美、原由実、浅倉杏美、たかはし智秋   | 「元気を出して」 | ラジオ『THE IDOLM@STER STATION!!!』関連曲                                                |
| 2012年2月29日  | THE IDOLM@STER STATION!!! Nouvelle Vague                                                                               | 沼倉愛美、原由実、浅倉杏美、仁後真耶子     | 「Love Song 探して」 | ラジオ『THE IDOLM@STER STATION!!!』関連曲                                                |
| 2012年12月12日 | THE IDOLM@STER STATION!!! Amazing grace                                                                                | 沼倉愛美                                   | 「Strawberry pain」 | ラジオ『THE IDOLM@STER STATION!!!』関連曲                                                |
| 2012年12月12日 | THE IDOLM@STER STATION!!! Amazing grace                                                                                | 沼倉愛美、浅倉杏美、原由実                 | 「ぜんぜんあいたい」 | ラジオ『THE IDOLM@STER STATION!!!』関連曲                                                |
| 2013年7月17日  | THE IDOLM@STER STATION!!! FAVORITE TALKS                                                                               | 浅倉杏美、原由実、沼倉愛美                 | 「ラヴ・イズ・オーヴァー」 「my graduation」 「TRAIN-TRAIN」 「出逢った頃のように」 「ロマンスの神様」 | ラジオ『THE IDOLM@STER STATION!!!』関連曲                                                |
| 2013年7月17日  | THE IDOLM@STER STATION!!! FAVORITE TALKS                                                                               | 沼倉愛美                                   | 「Get Wild」 | ラジオ『THE IDOLM@STER STATION!!!』関連曲                                                |
| 2013年7月17日  | THE IDOLM@STER STATION!!! FAVORITE TALKS                                                                               | 原由実、沼倉愛美                           | 「1/3の純情な感情」 | ラジオ『THE IDOLM@STER STATION!!!』関連曲                                                |
| 2014年3月5日   | THE IDOLM@STER STATION!!+ WINTER MEMORIES                                                                              | 沼倉愛美                                   | 「雪やまぬ夜二人」 「My Gift to You」 | ラジオ『THE IDOLM@STER STATION!!+』関連曲                                                |
| 2015年11月18日 | THE IDOLM@STER STATION!!! in WonderRadio                                                                               | 沼倉愛美、原由実、浅倉杏美                 | 「in WonderRadio」 「クリスマスなんて大嫌い!! なんちゃって」 「雨」 「Monday Night Fever☆」 | ラジオ『THE IDOLM@STER STATION!!!』関連曲                                                |
| 2015年11月18日 | THE IDOLM@STER STATION!!! in WonderRadio                                                                               | 沼倉愛美                                   | 「カサブランカダンディ」 | ラジオ『THE IDOLM@STER STATION!!!』関連曲                                                |
| 2016年11月30日 | THE IDOLM@STER STATION!!! Summer Night Party!!!                                                                        | 沼倉愛美、原由実、浅倉杏美                 | 「だから今夜きみと」 | ラジオ『THE IDOLM@STER STATION!!!』関連曲                                                |
| 2016年11月30日 | THE IDOLM@STER STATION!!! Summer Night Party!!!                                                                        | 沼倉愛美                                   | 「だから今夜きみと」 | ラジオ『THE IDOLM@STER STATION!!!』関連曲                                                |
| 2018年11月21日 | THE IDOLM@STER 765 MILLIONSTARS HOTCHPOTCH FESTIV@L!! LIVE CD                                                          | 中村繪里子、仁後真耶子、沼倉愛美、平田宏美 | 「Raise the FLAG」 | ライブイベント『THE IDOLM@STER 765 MILLIONSTARS HOTCHPOTCH FESTIV@L!! LIVE』関連曲       |
| 2019年2月6日   | THE IDOLM@STER STATION!!! Long Travel 〜BEST OF THE IDOLM@STER STATION!!!〜                                            | 沼倉愛美、原由実、浅倉杏美                 | 「光跡」 | ラジオ『THE IDOLM@STER STATION!!!』関連曲                                                |
| 2019年7月31日  | THE IDOLM@STER PRODUCER MEETING 2018 What is TOP!!!!!!!!!!!!!!? EVENT Blu-ray PERFECT BOX アソビストアオリジナル特典CD | 釘宮理恵、原由実、沼倉愛美                 | 「きゅんっ！ヴァンパイアガール」 | ライブイベント『THE IDOLM@STER PRODUCER MEETING 2018 What is TOP!!!!!!!!!!!!!!?』関連曲  |
| 2023年2月8日   | THE IDOLM@STER ORCHESTRA CONCERT 〜SYMPHONY OF FIVE STARS!!!!!〜 コンサートアルバム                                    | 沼倉愛美                                   | 「初恋 〜一章 片想いの桜〜」 | ライブイベント『THE IDOLM@STER ORCHESTRA CONCERT 〜SYMPHONY OF FIVE STARS!!!!!〜』関連曲 |
| 2023年2月8日   | THE IDOLM@STER ORCHESTRA CONCERT 〜SYMPHONY OF FIVE STARS!!!!!〜 コンサートアルバム                                    | 沼倉愛美、駒形友梨                         | 「瞳の中のシリウス」 | ライブイベント『THE IDOLM@STER ORCHESTRA CONCERT 〜SYMPHONY OF FIVE STARS!!!!!〜』関連曲 |
| 2024年3月15日  | 朗読劇 魔法少女育成計画「スノーホワイト育成計画」 Blu-ray 同梱オリジナルCD                                             | 沼倉愛美                                   | 「The Lost Thing」 | 朗読劇『魔法少女育成計画』主題歌                                                         |
| 2024年7月10日  | あんなに一緒だったのに from CrosSing                                                                                   | 沼倉愛美                                   | 「あんなに一緒だったのに」 | カバーソングプロジェクト『CrosSing』関連楽曲                                             |

## ライブ・イベント

### 合同ライブ
| 出演日         | タイトル                                                      | 会場                               |
| -------------- | ------------------------------------------------------------- | ---------------------------------- |
| 2016年8月28日  | Animelo Summer Live 2016 刻-TOKI-                             | さいたまスーパーアリーナ（埼玉県） |
| 2017年3月4日   | 「魔法少女育成計画」キャラクターソング LIVE 『Musica Magica』 | 舞浜アンフィシアター（千葉県）     |
| 2017年3月25日  | AJ Night 2017                                                 | 豊洲PIT（東京都）                  |
| 2018年3月3日   | ANIMAX MUSIX 2018 OSAKA                                       | 大阪城ホール（大阪府）             |
| 2018年11月17日 | ANIMAX MUSIX 2018 YOKOHAMA supported by ひかりTV              | 横浜アリーナ（神奈川県）           |
| 2018年12月15日 | リスアニ！LIVE TAIWAN 2018                                    | 台湾大学体育館（台湾・台北市）     |
| 2019年10月5日  | フライングドッグ10周年記念LIVE-犬フェス2！-                   | 豊洲PIT（東京都）                  |

## 書籍
- MANAMI NUMAKURA 1ST LIVE TOUR MY LIVE PHOTO BOOK（2017年）